# بالر (فیلیپین)
بالِر شهری است در کشور فیلیپین. این شهر مرکز استان آرورا در شمال شرقی کشور فیلیپین است. جمعیت آن در سال ۲۰۰۷ بالغ بر سی و چهار هزار نفر بوده‌است.

## نگارخانه

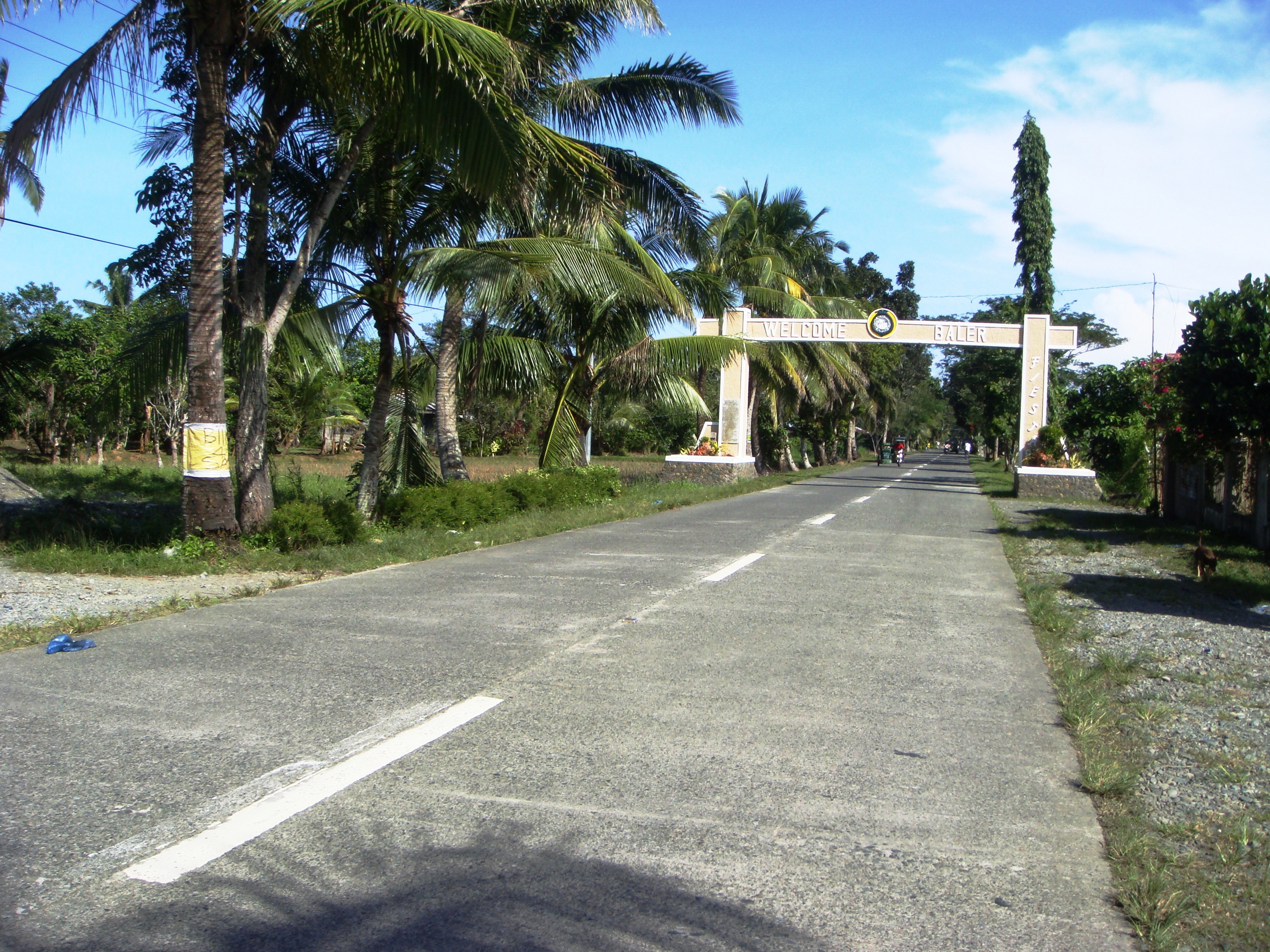
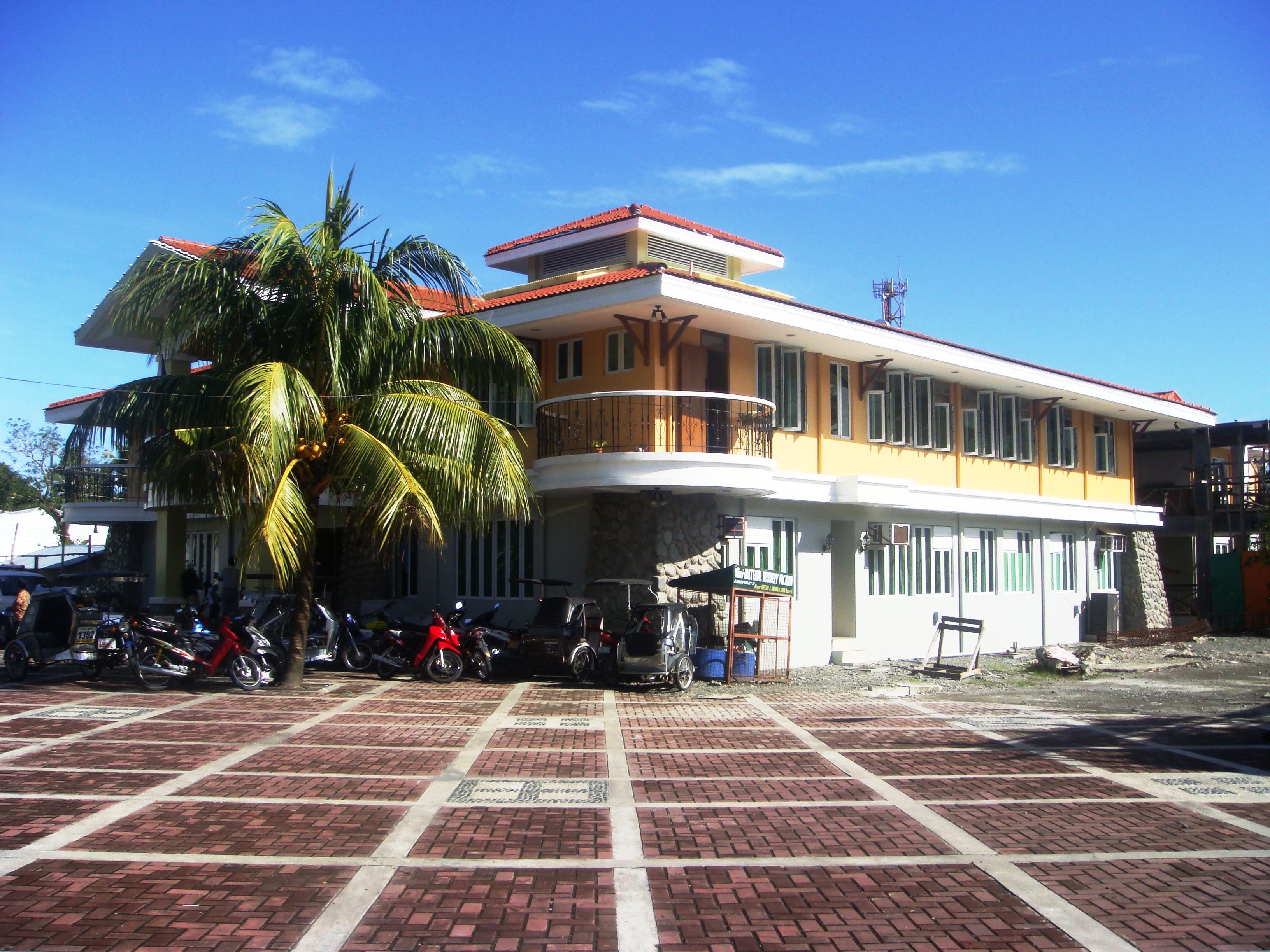
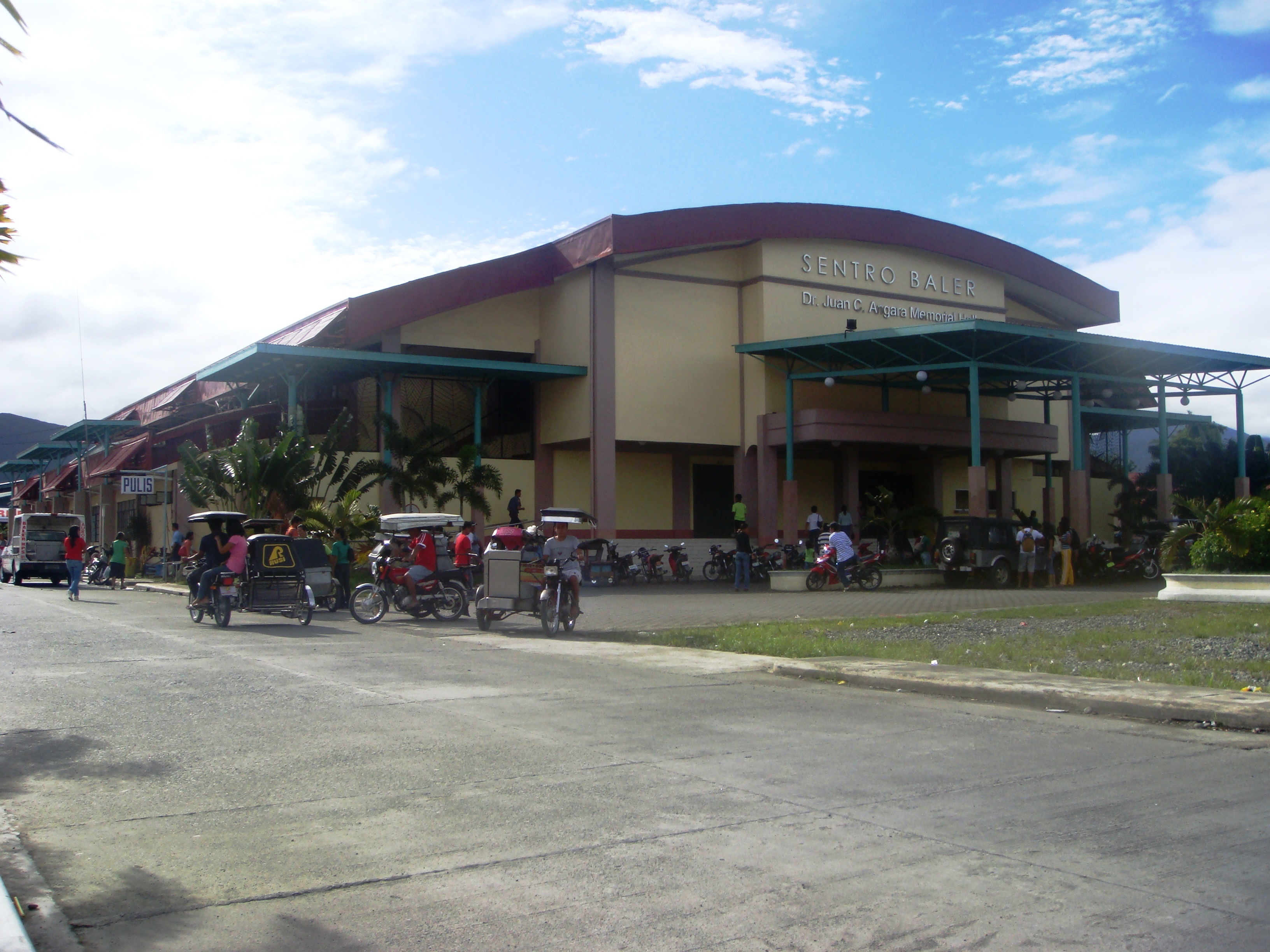
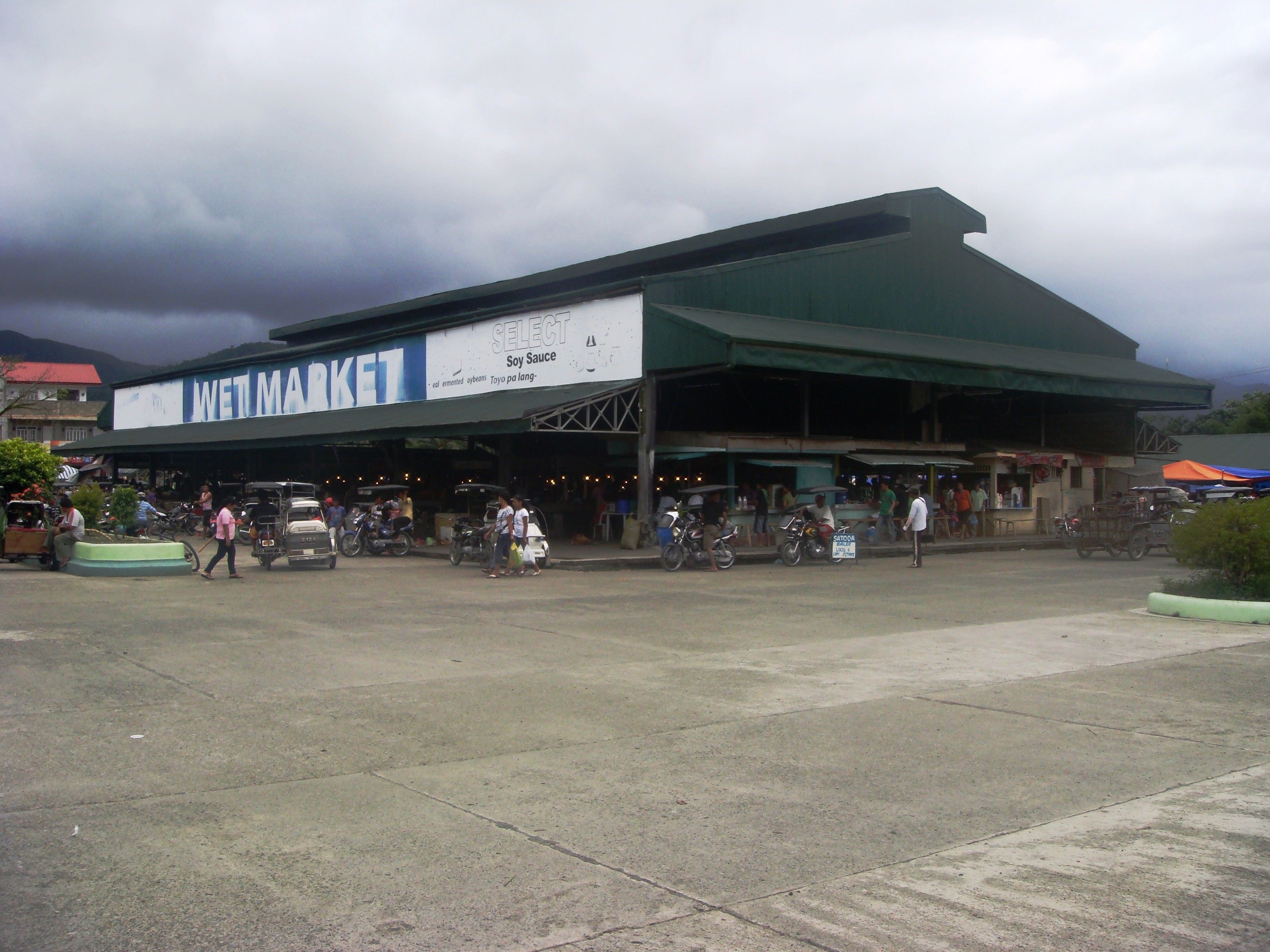
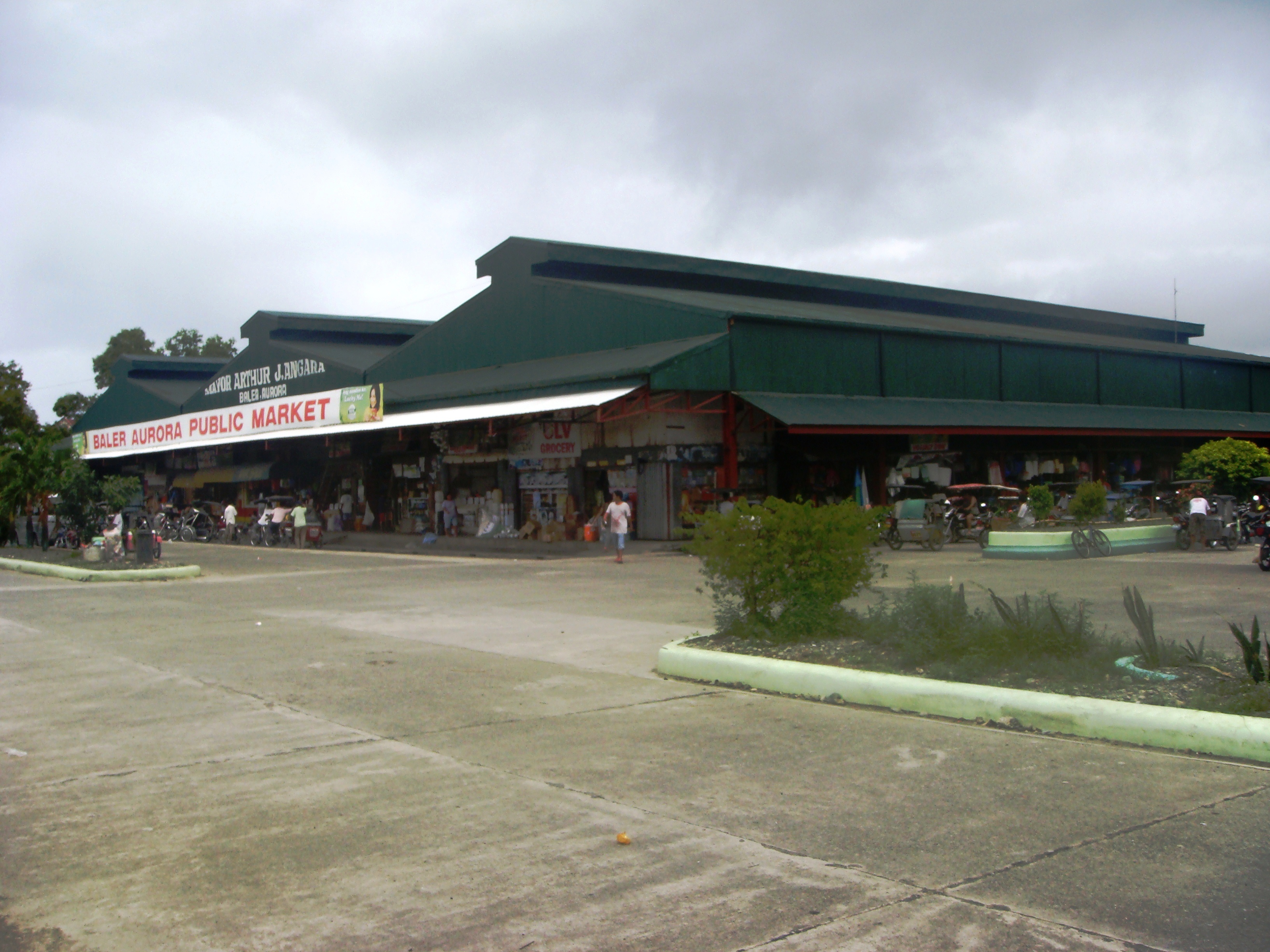
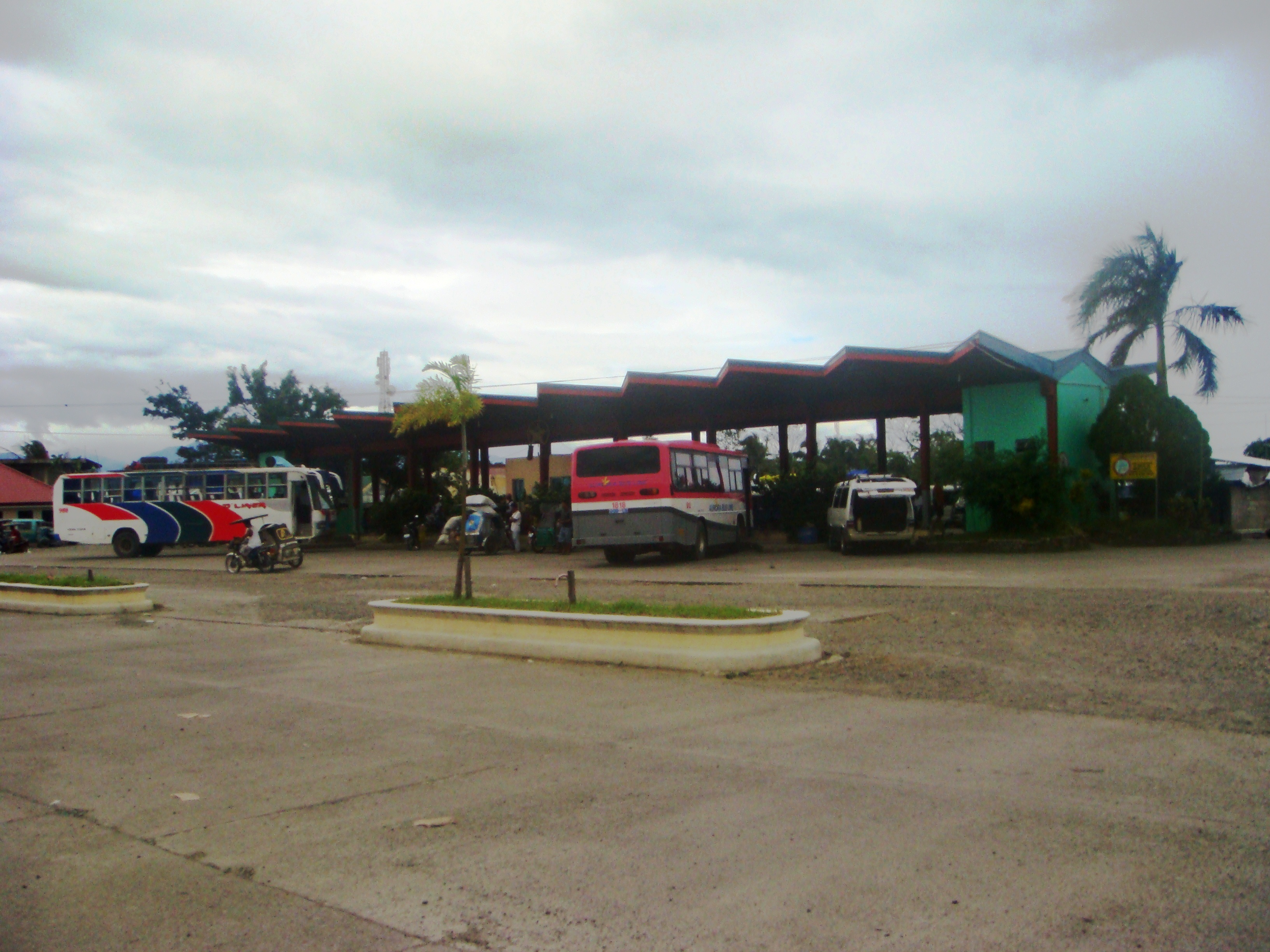
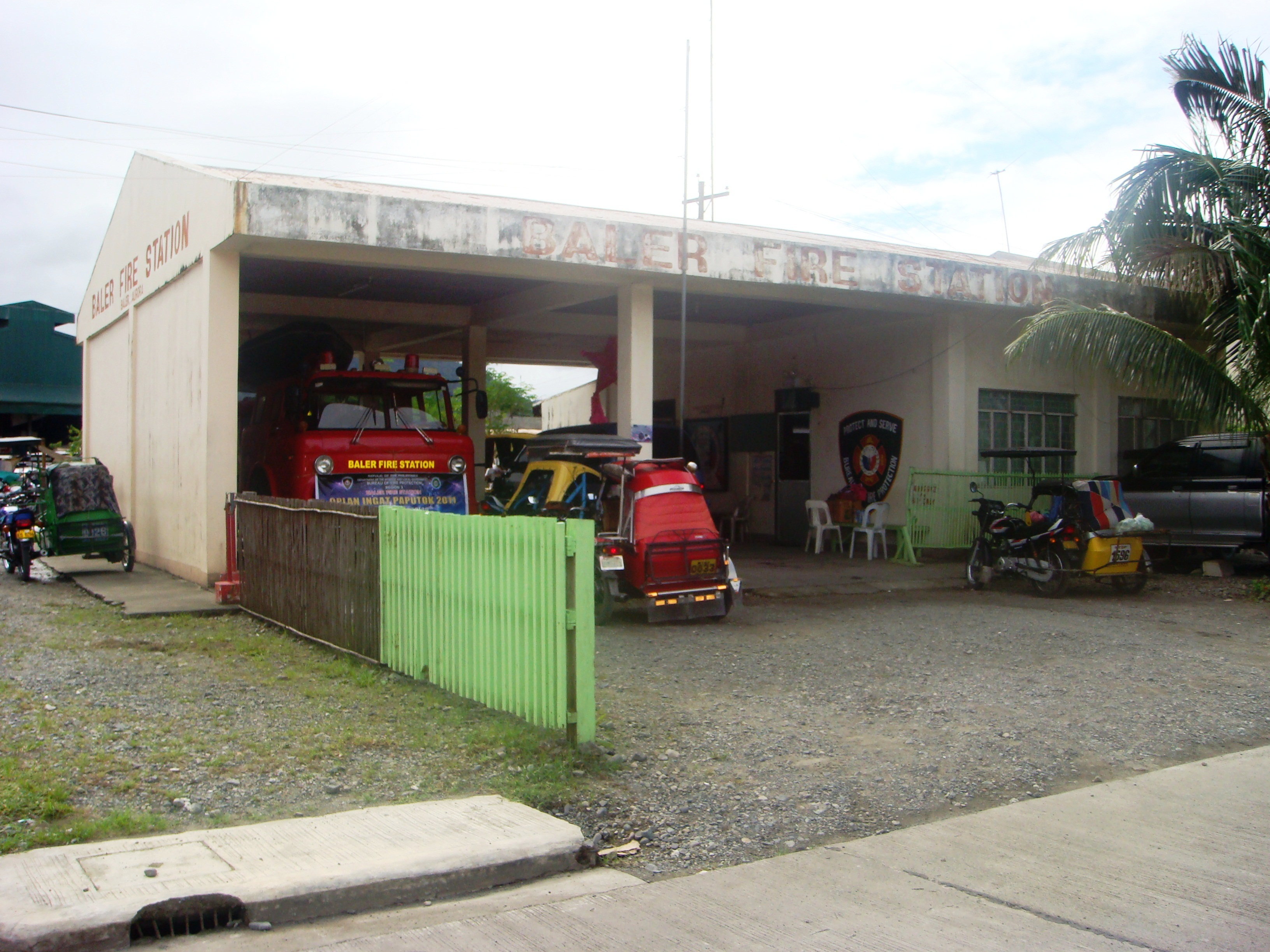
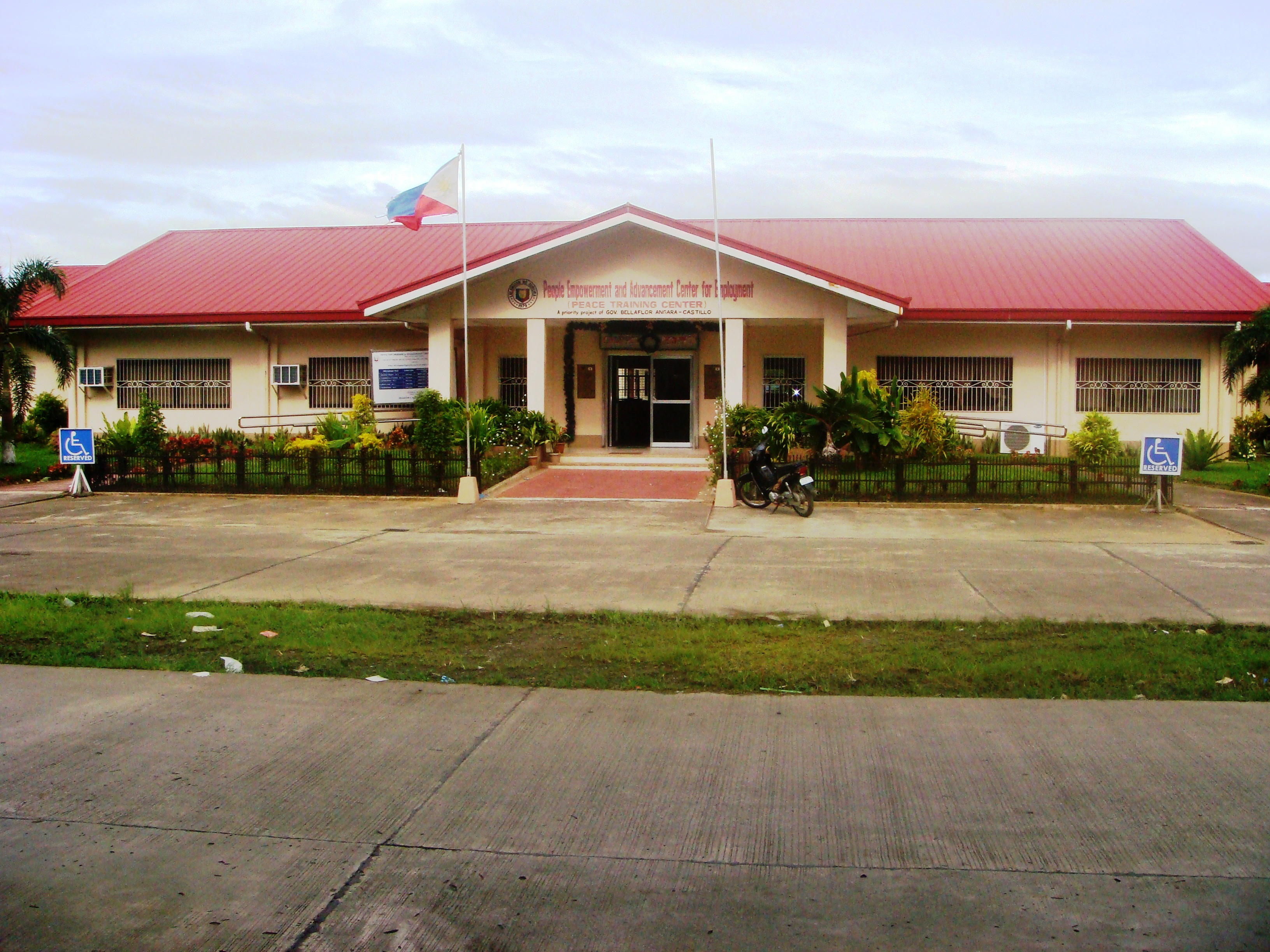
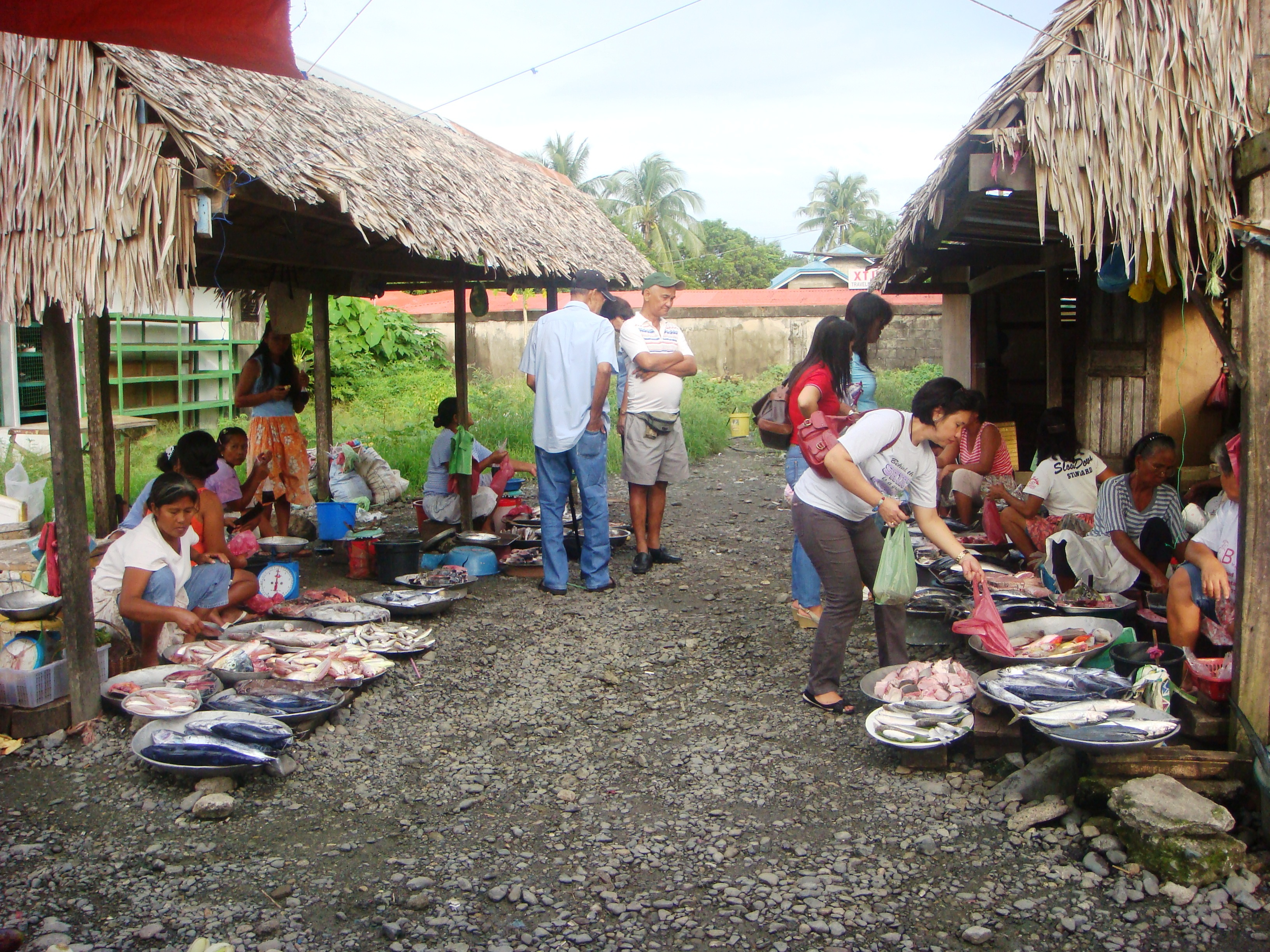
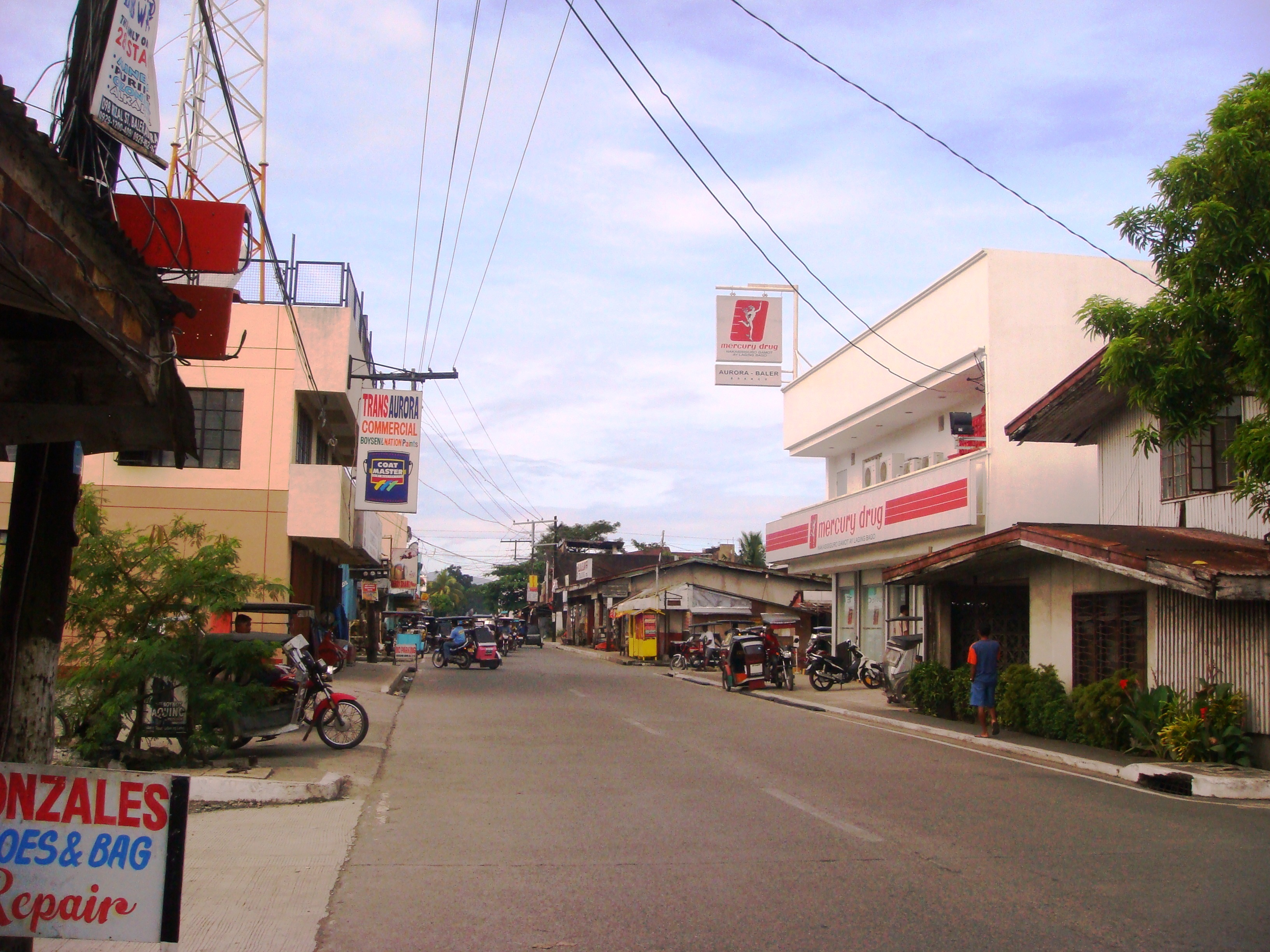
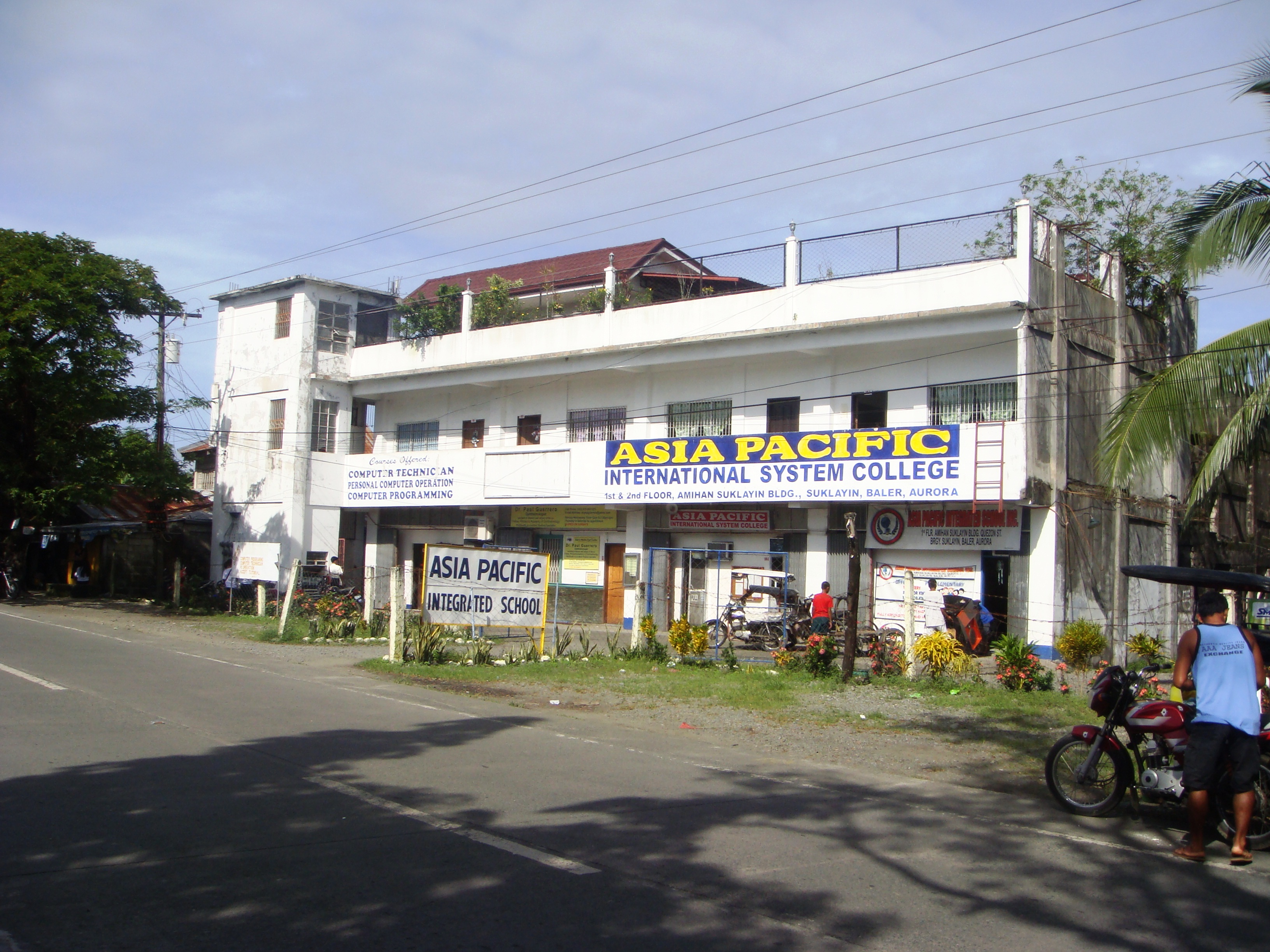
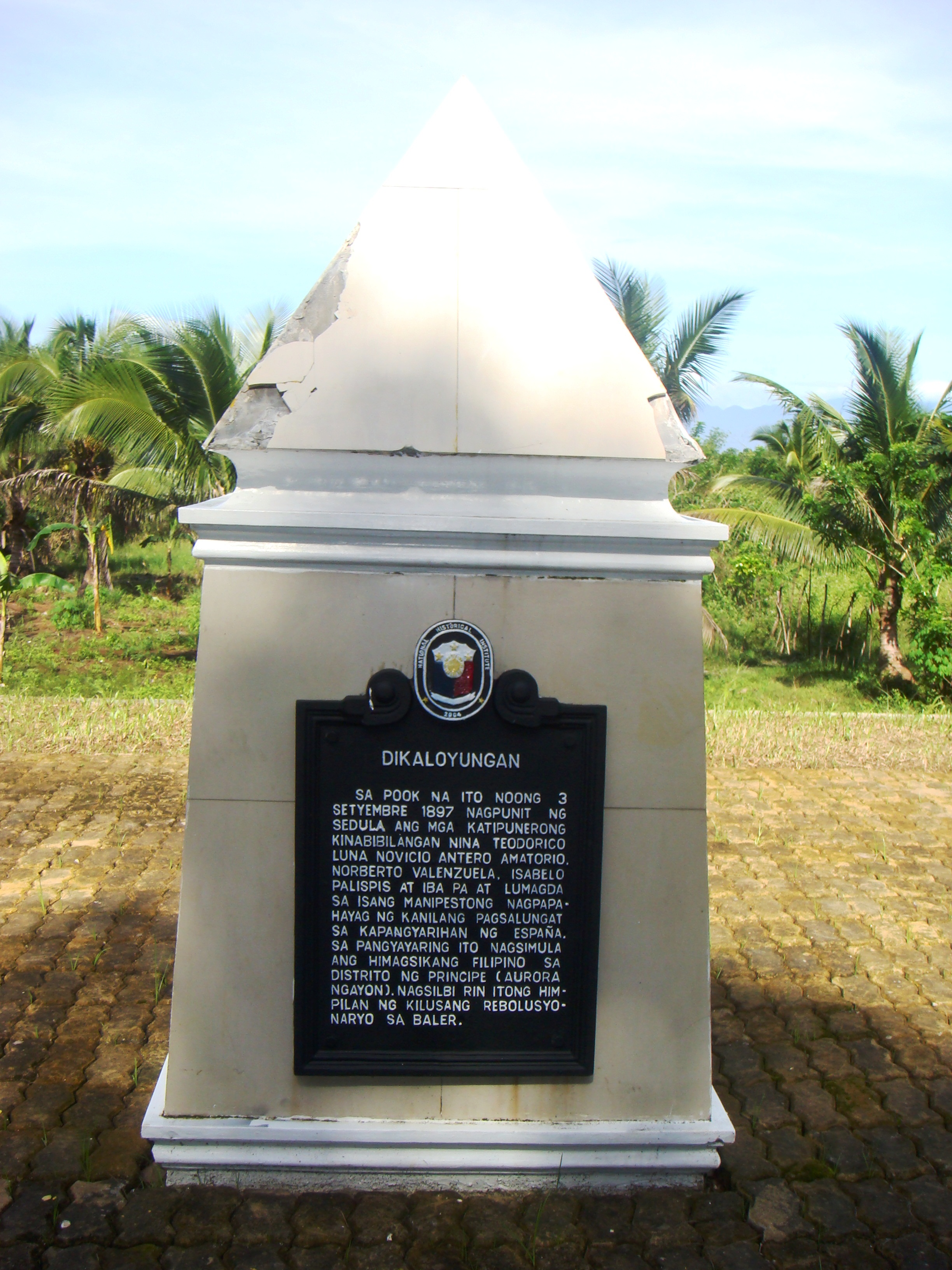
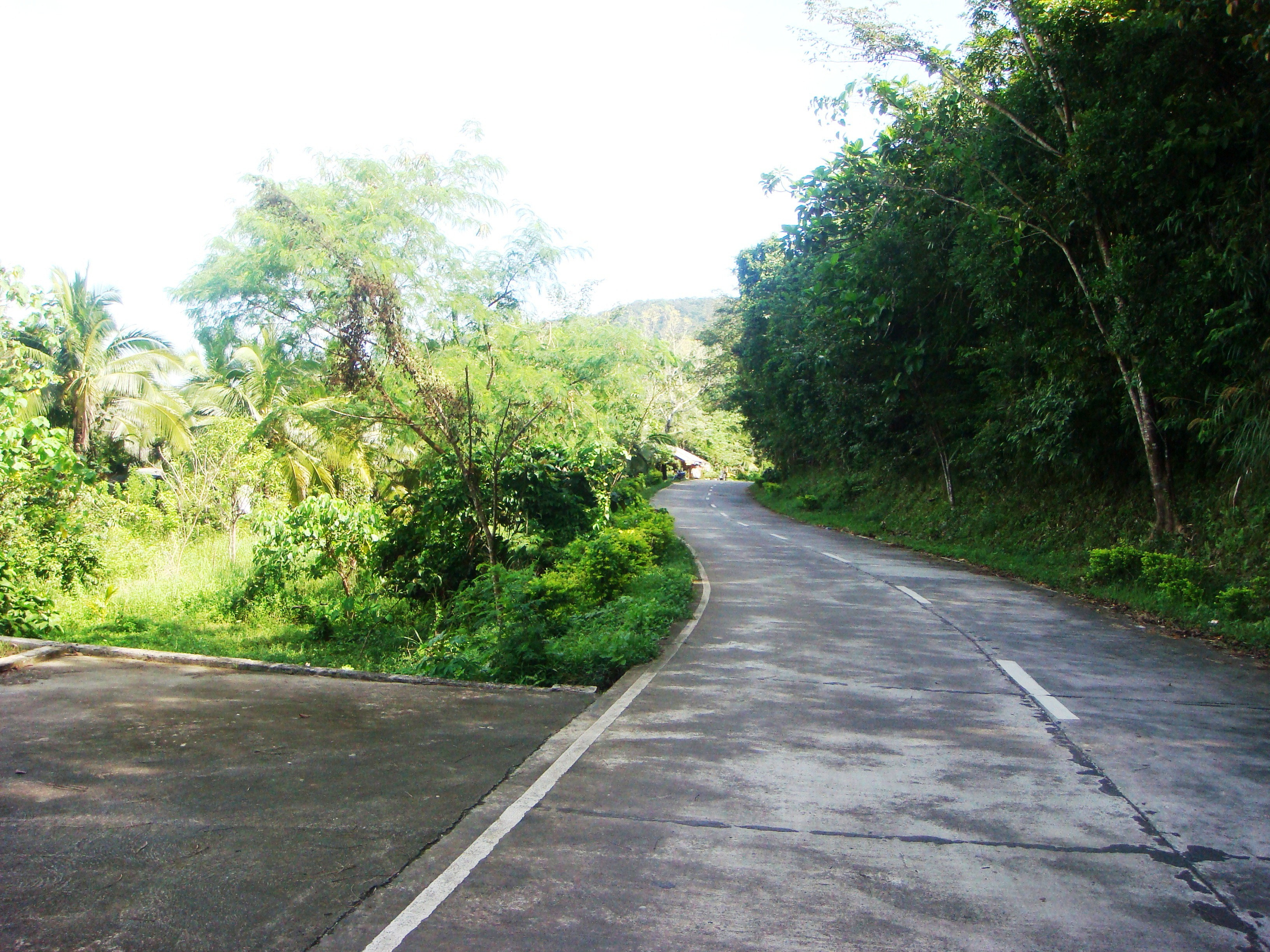
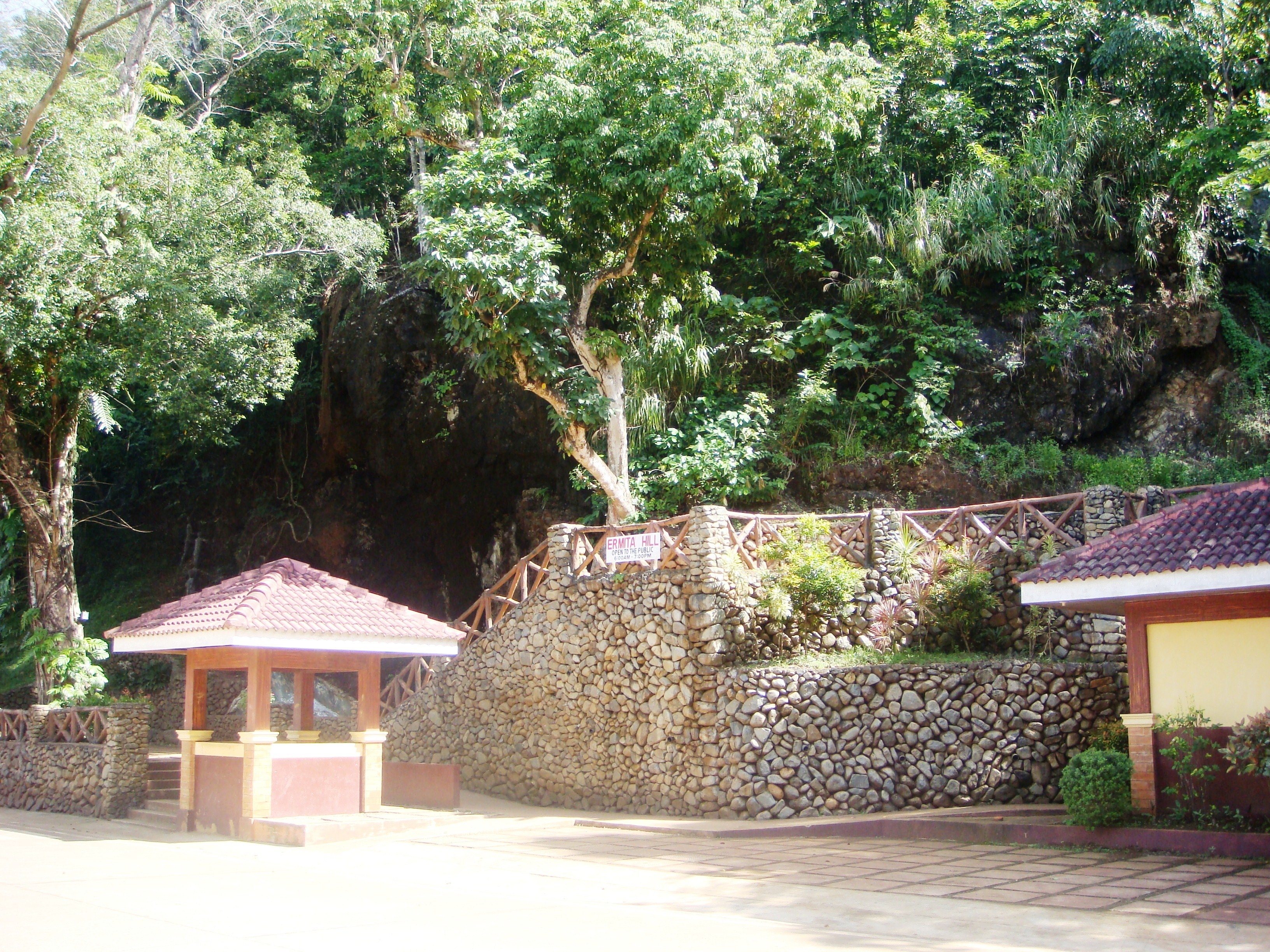
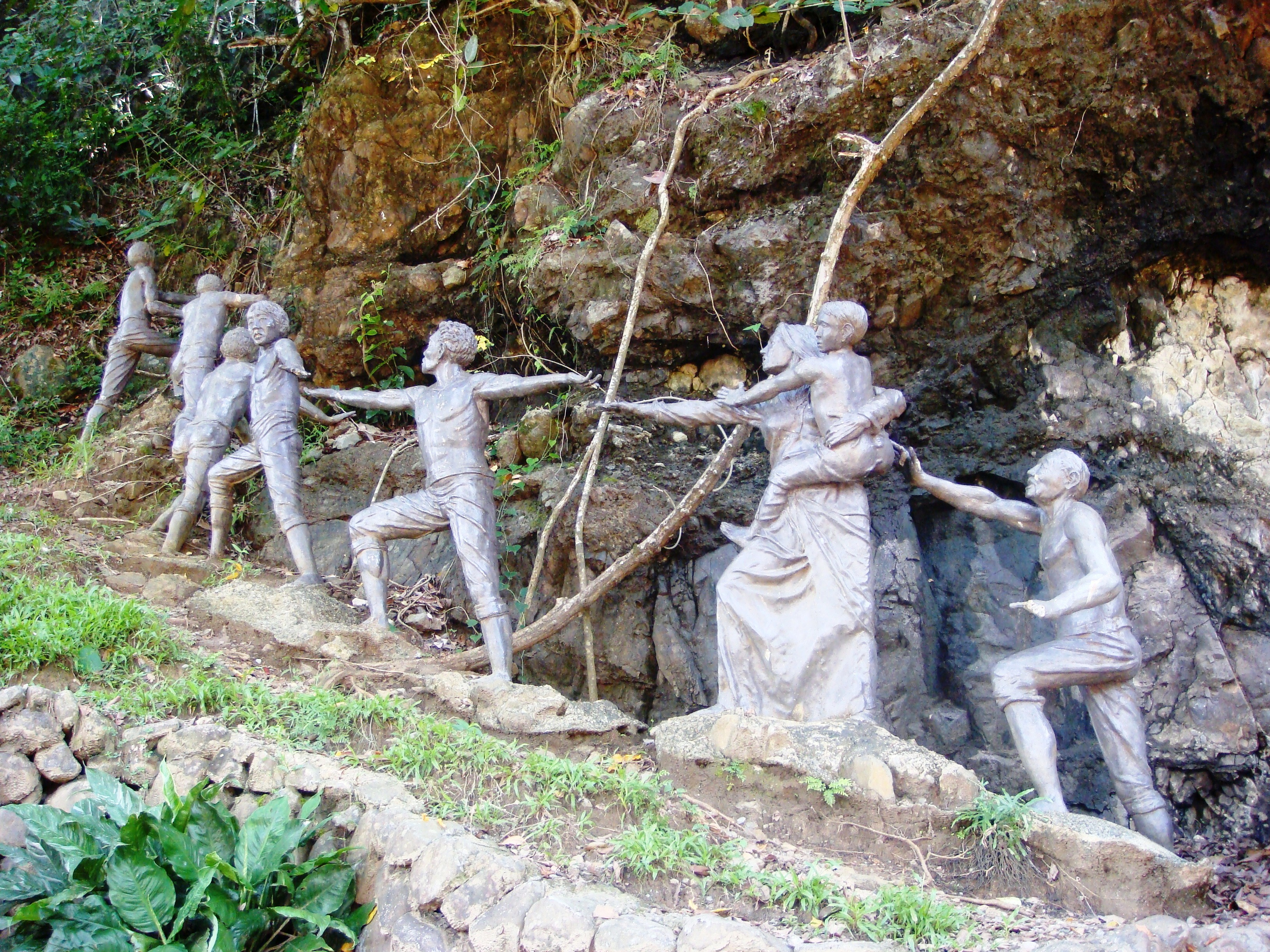
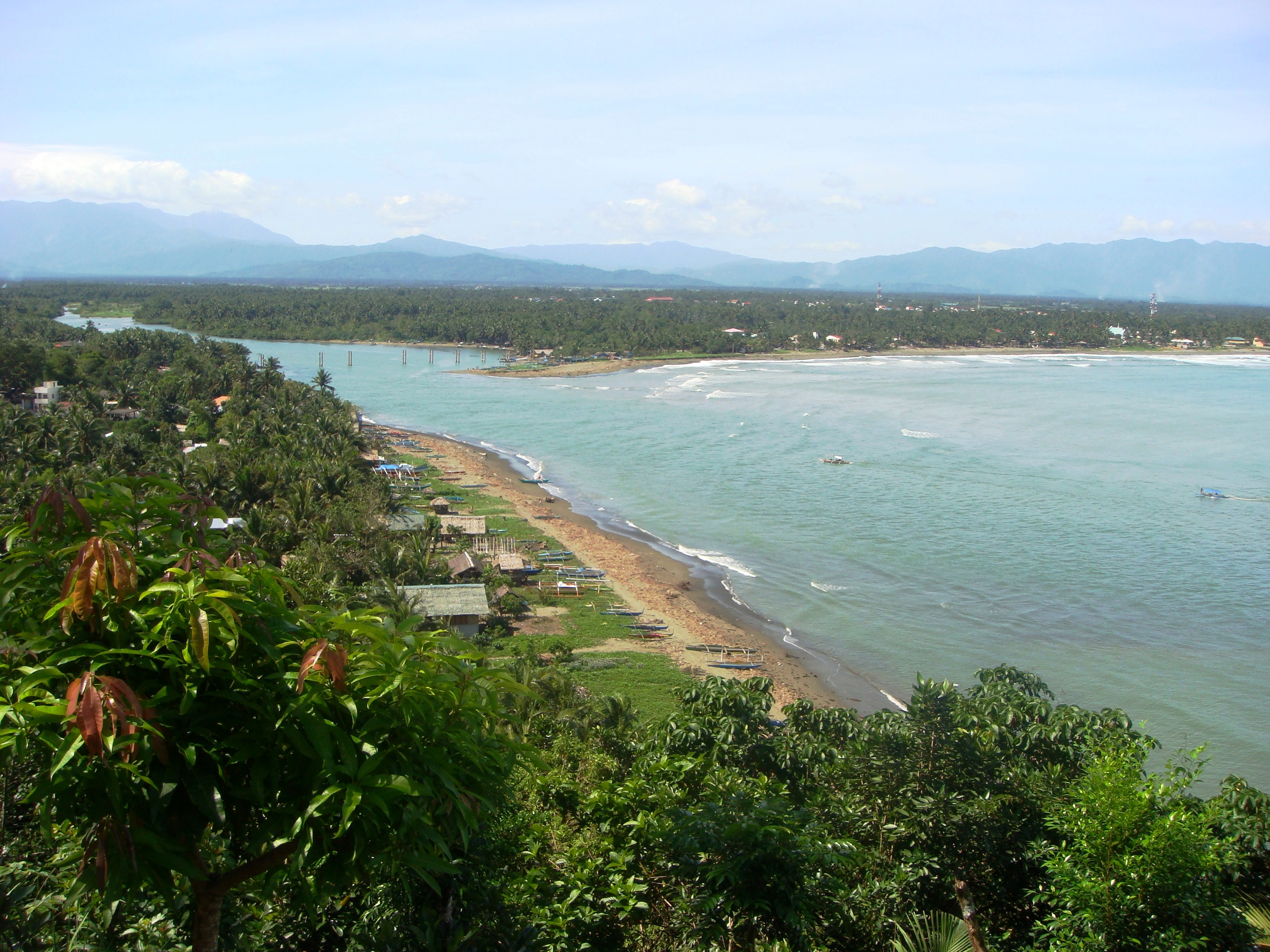
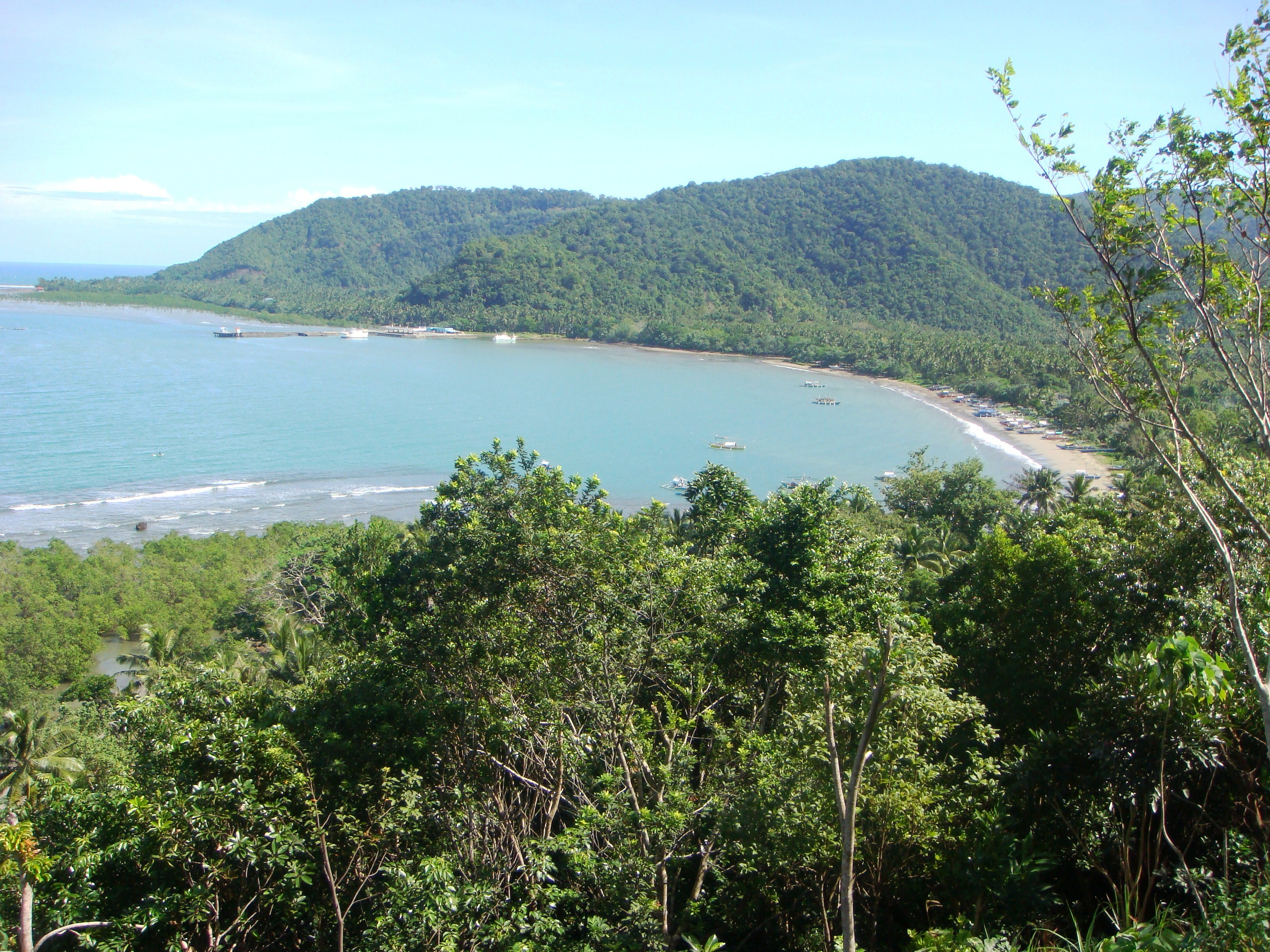
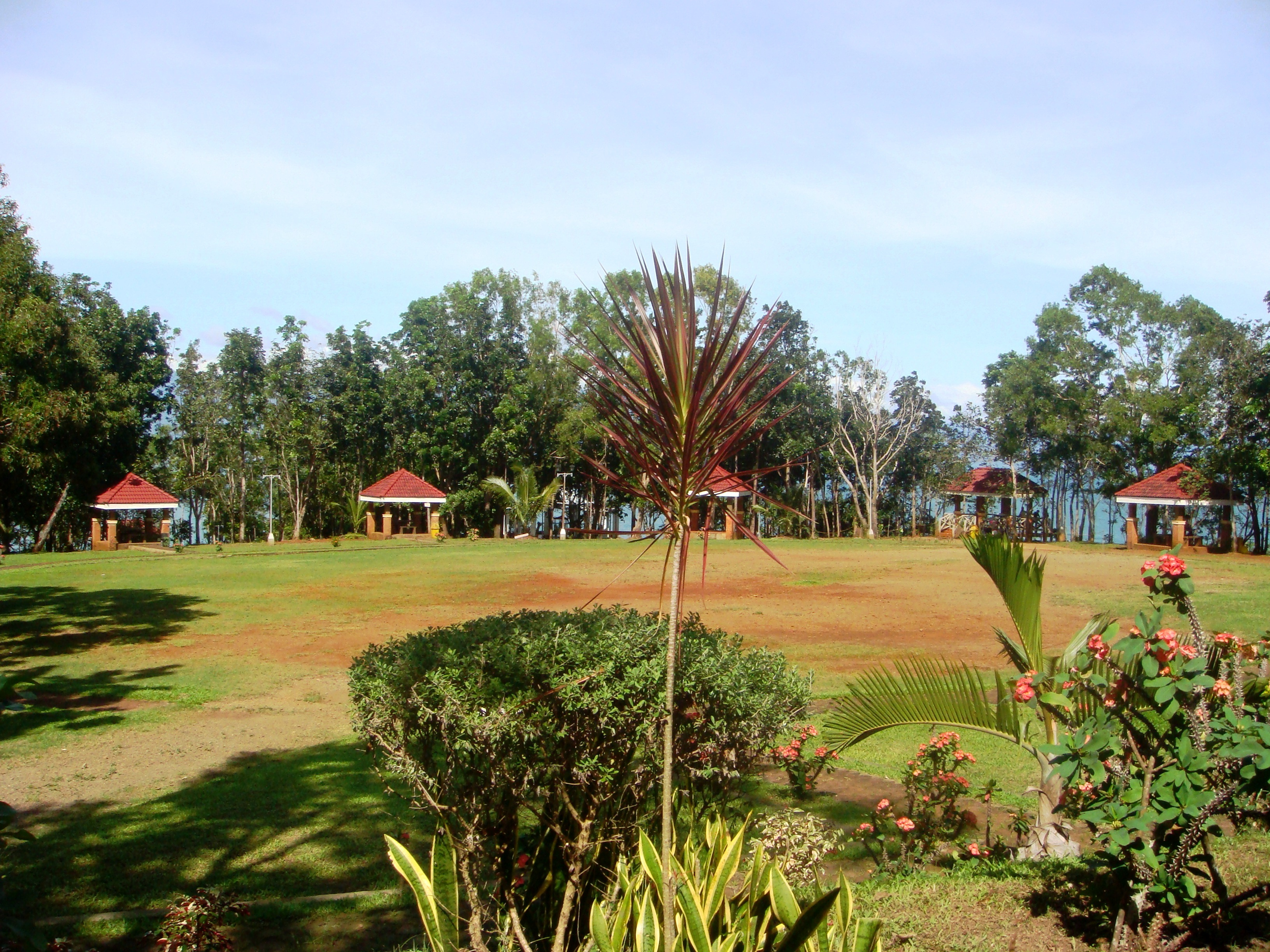
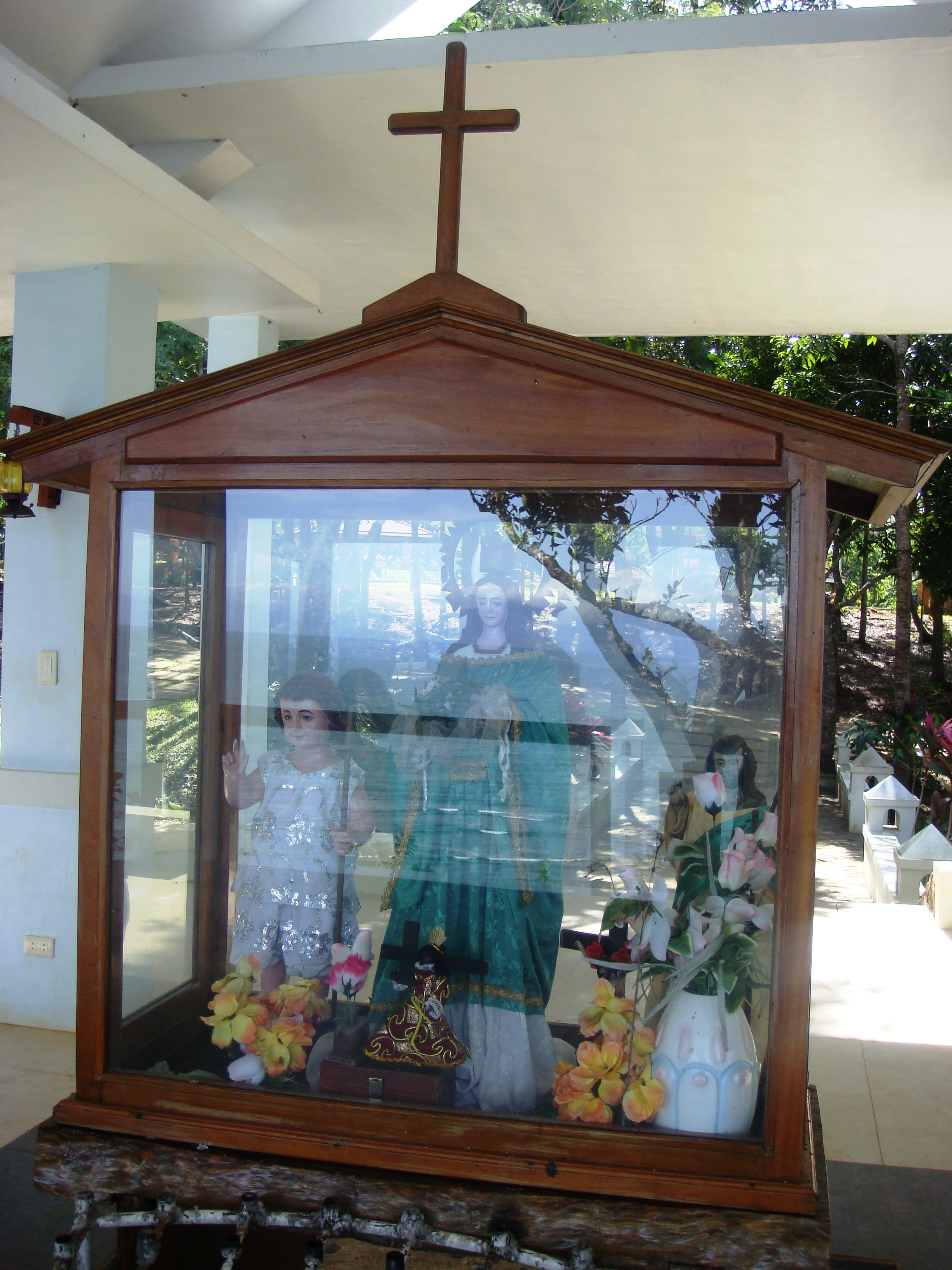
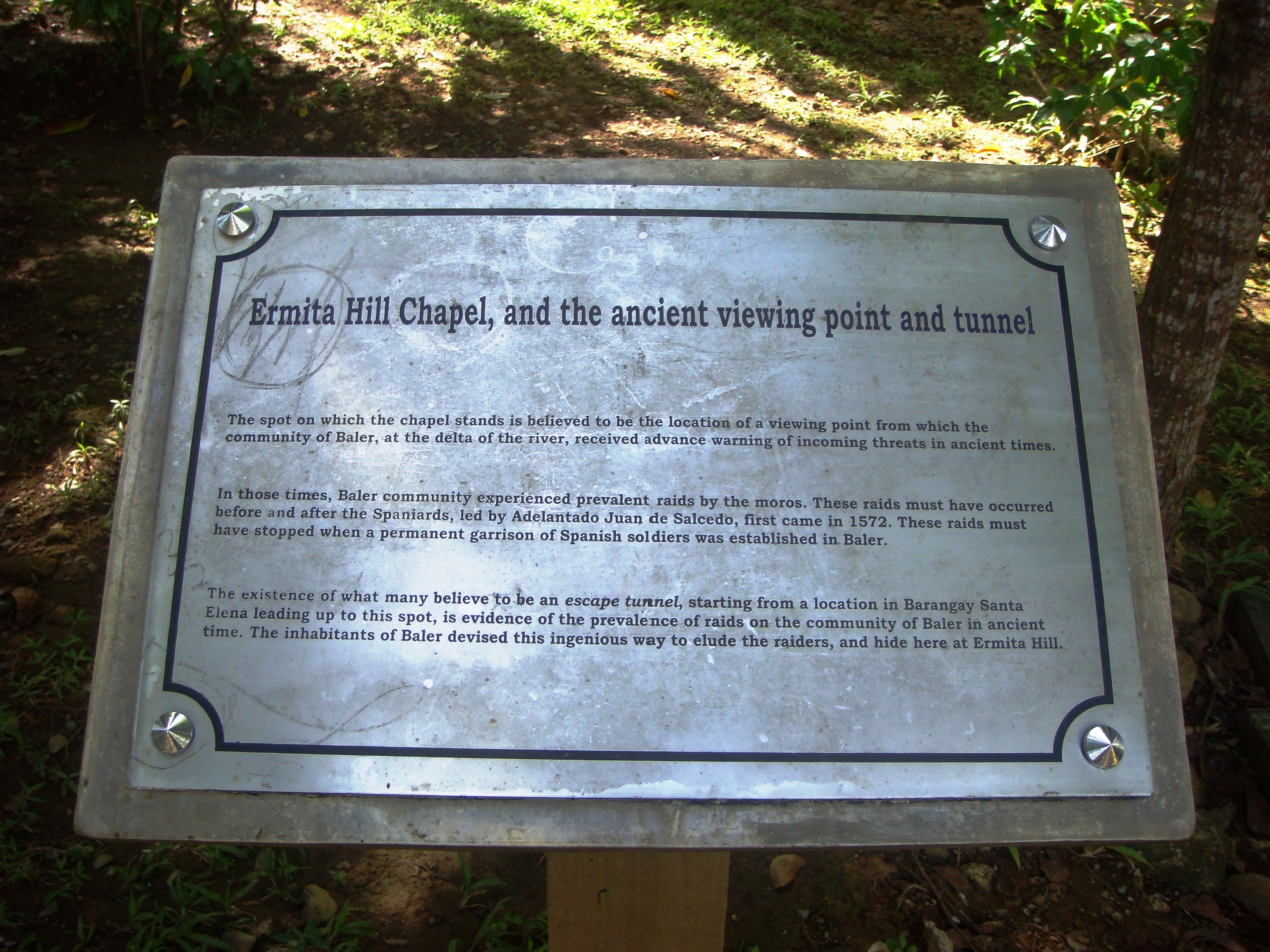
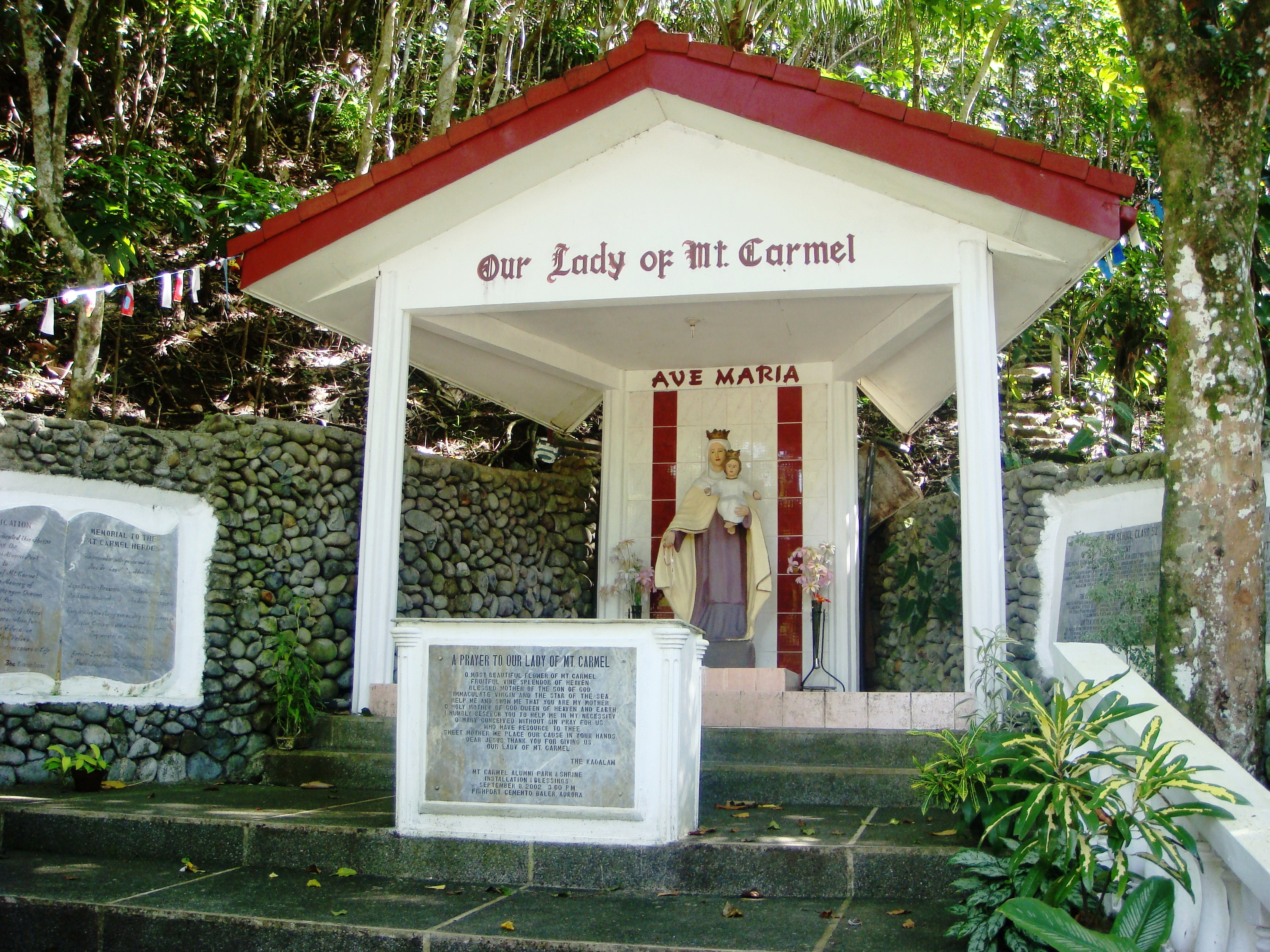
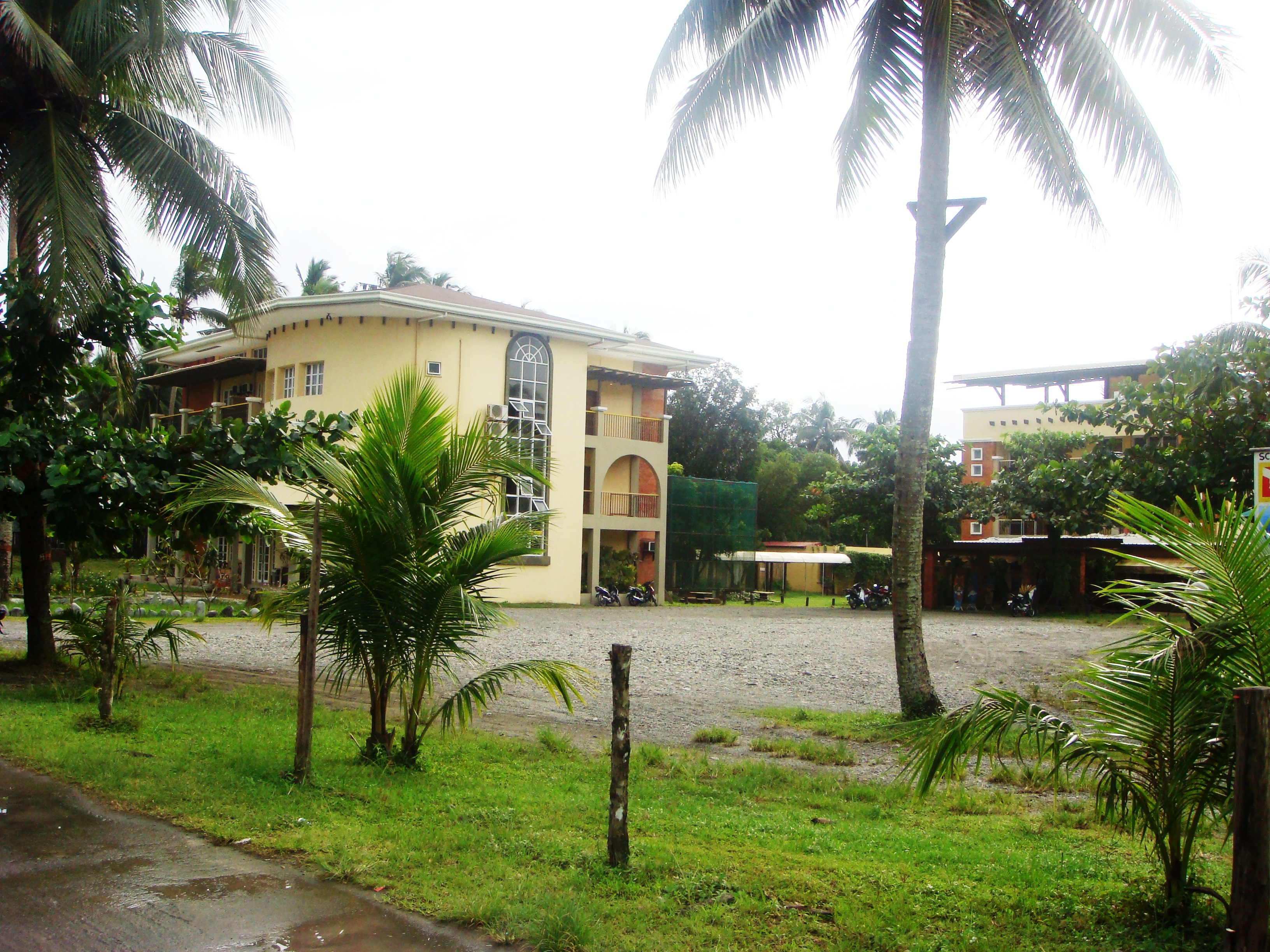
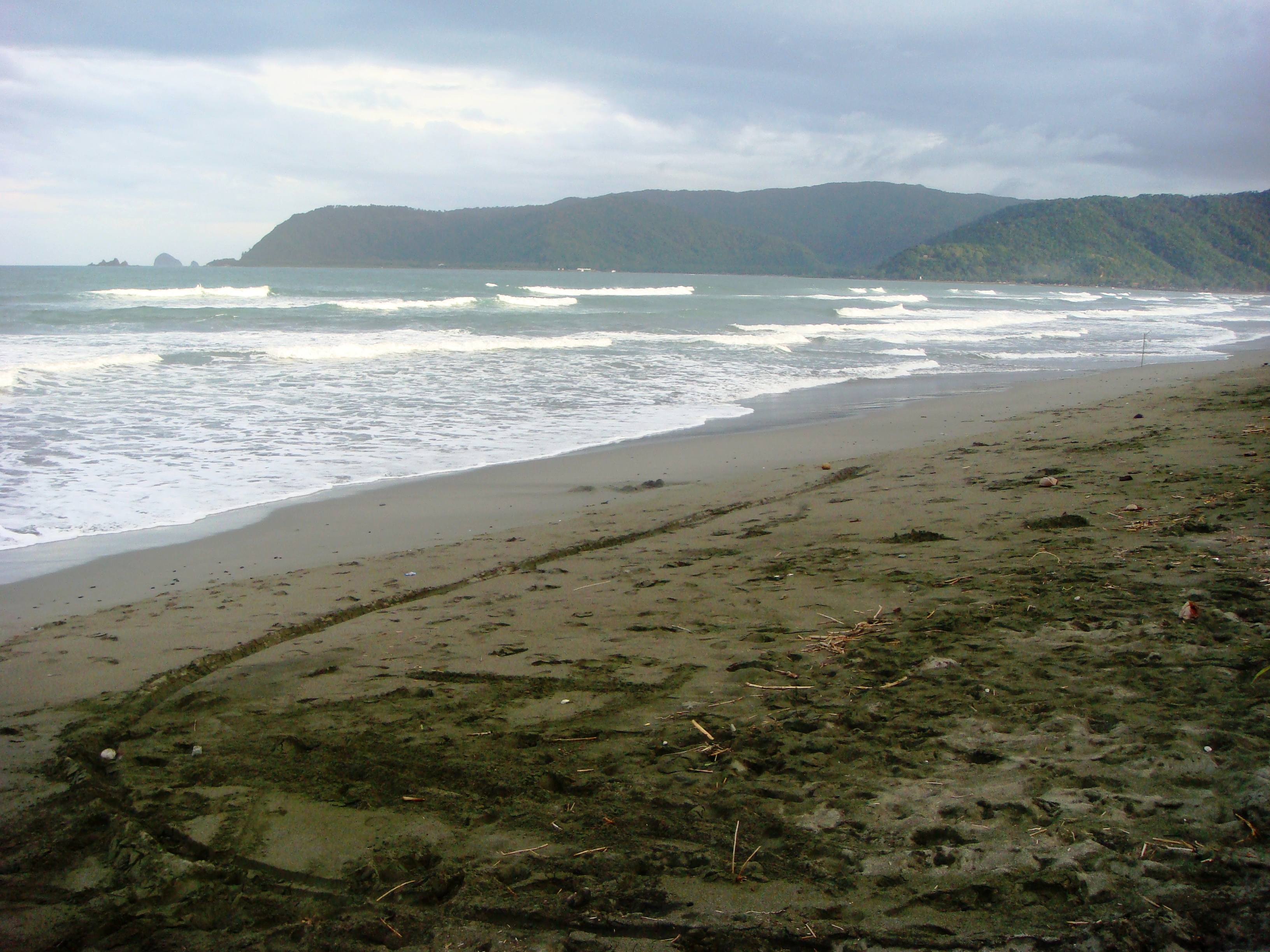
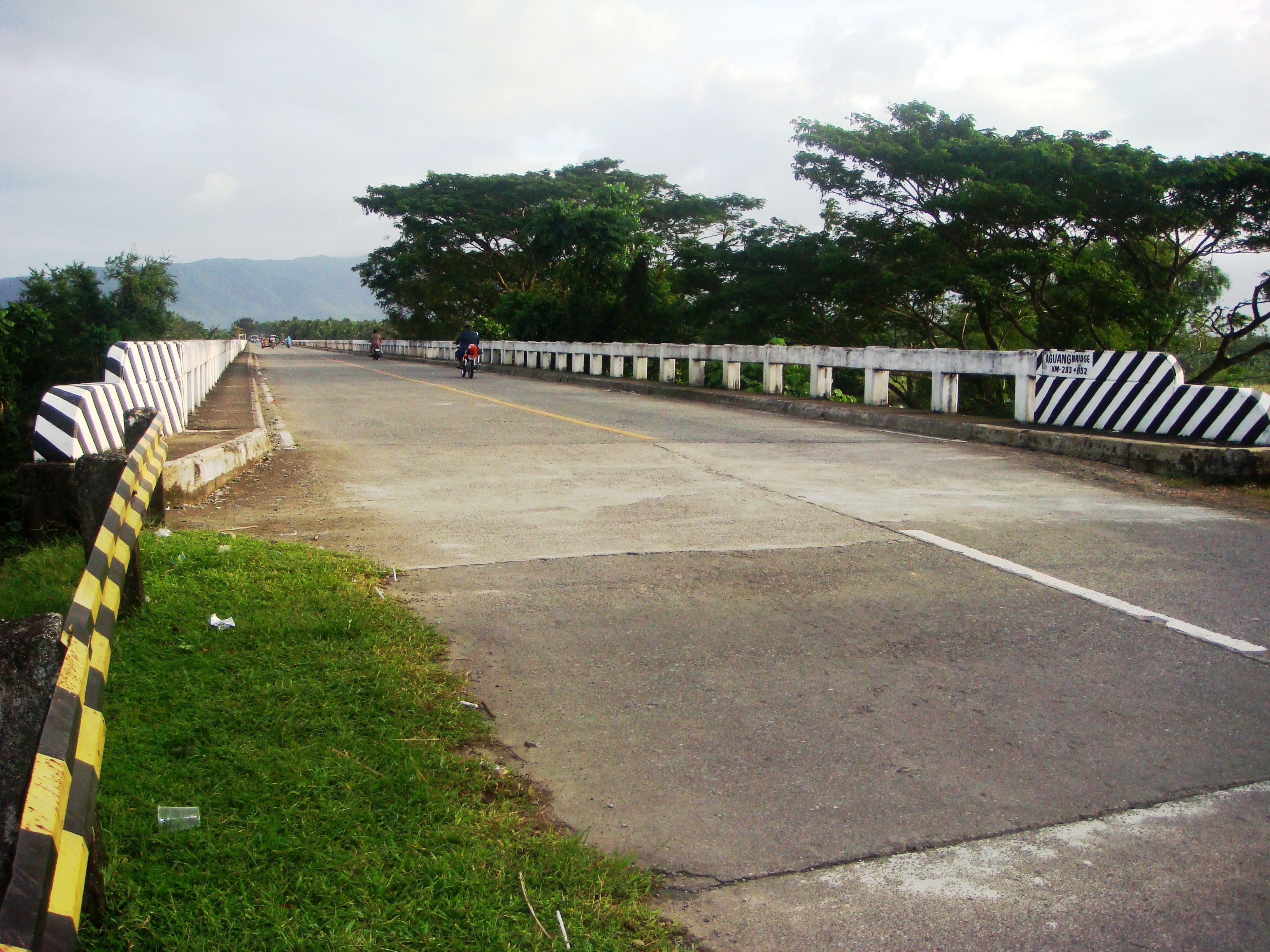
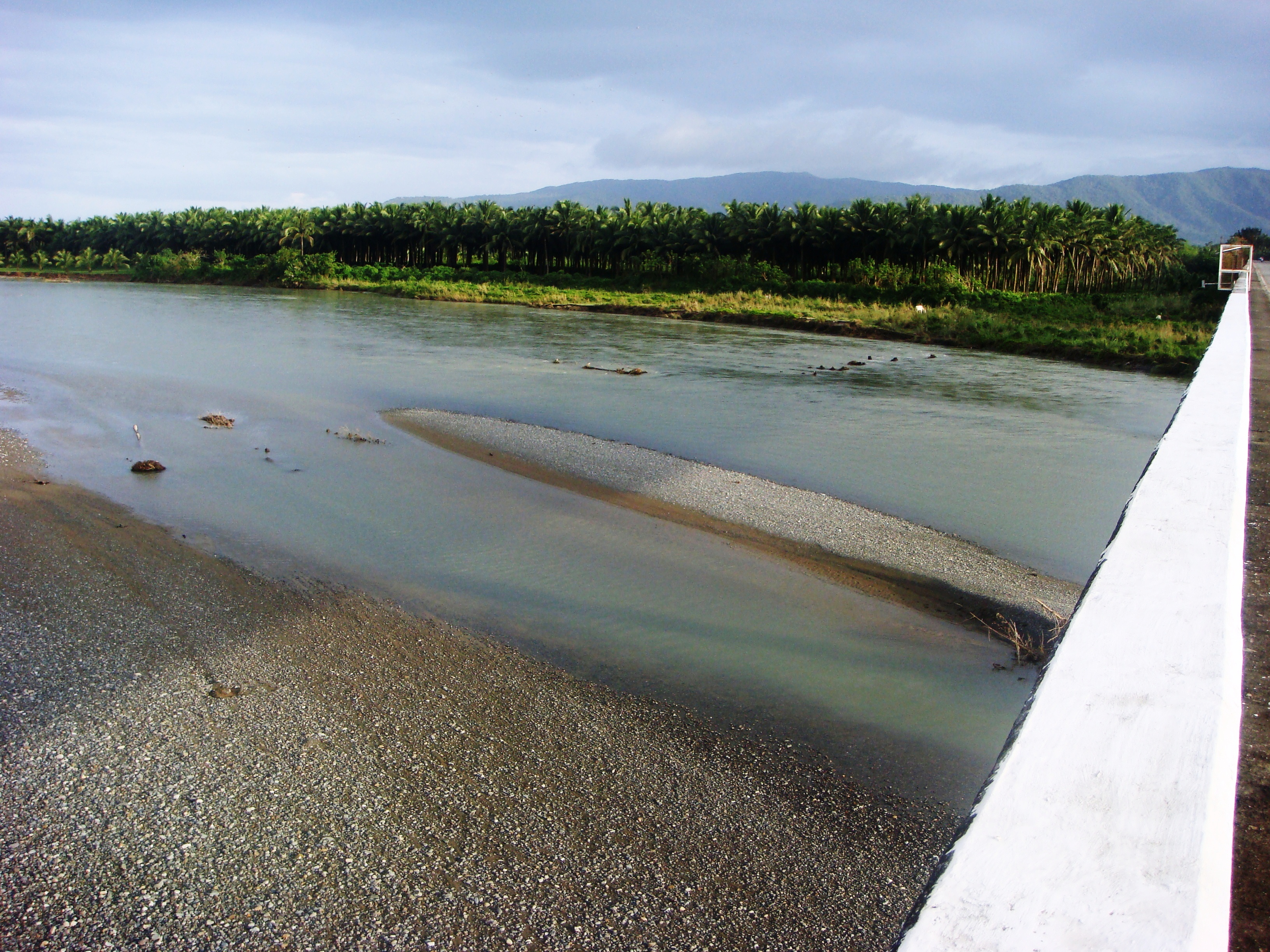
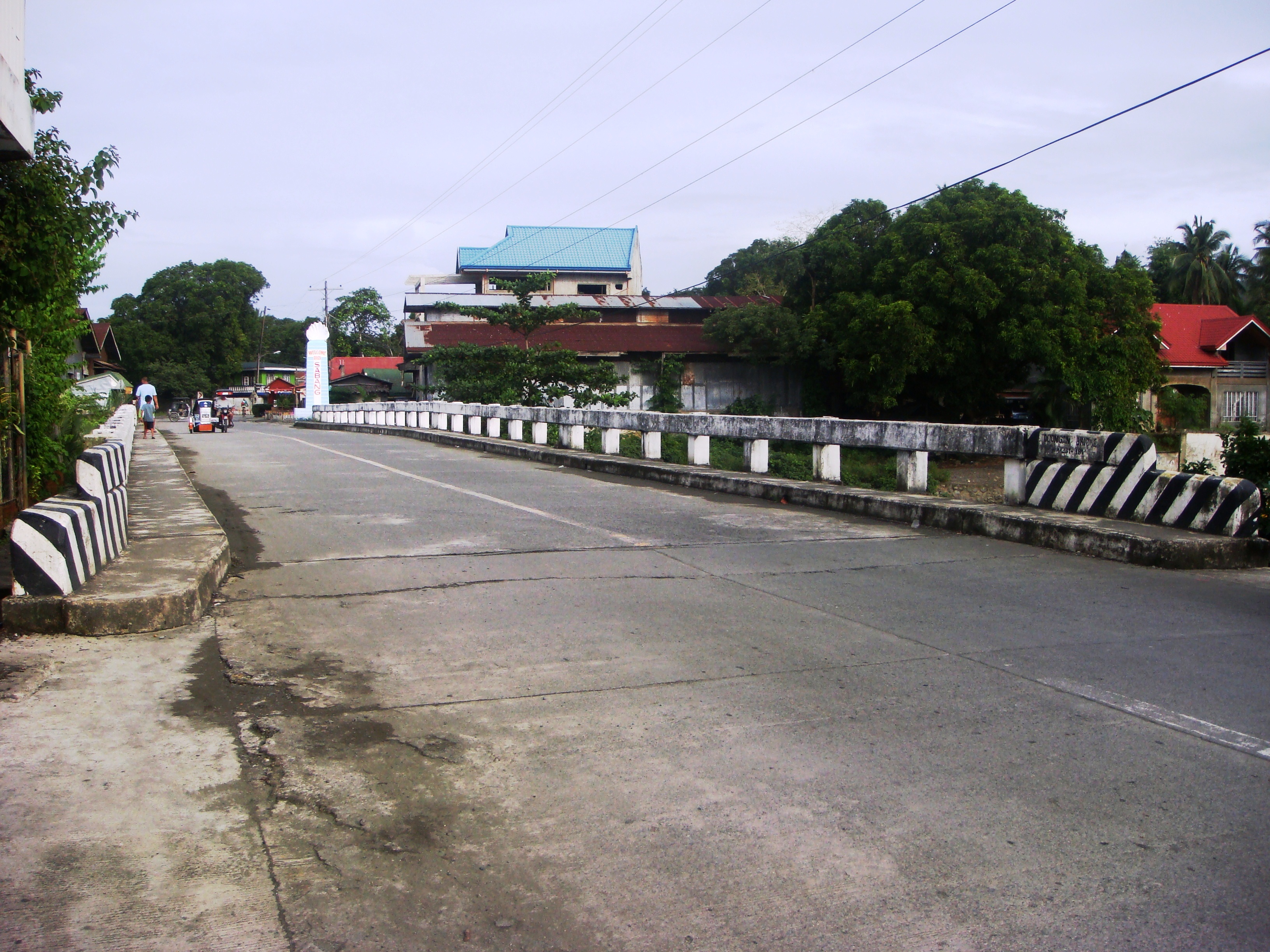
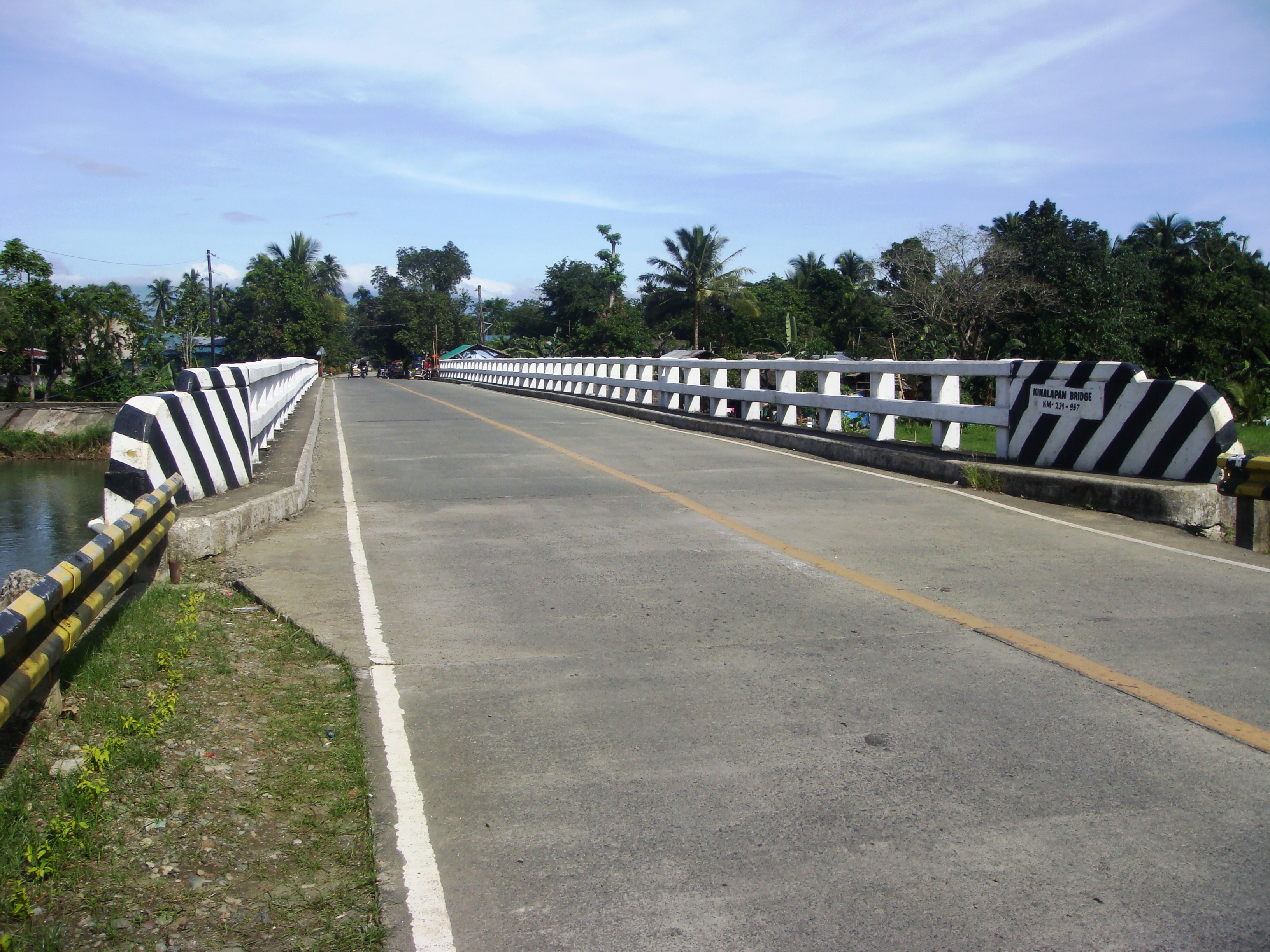
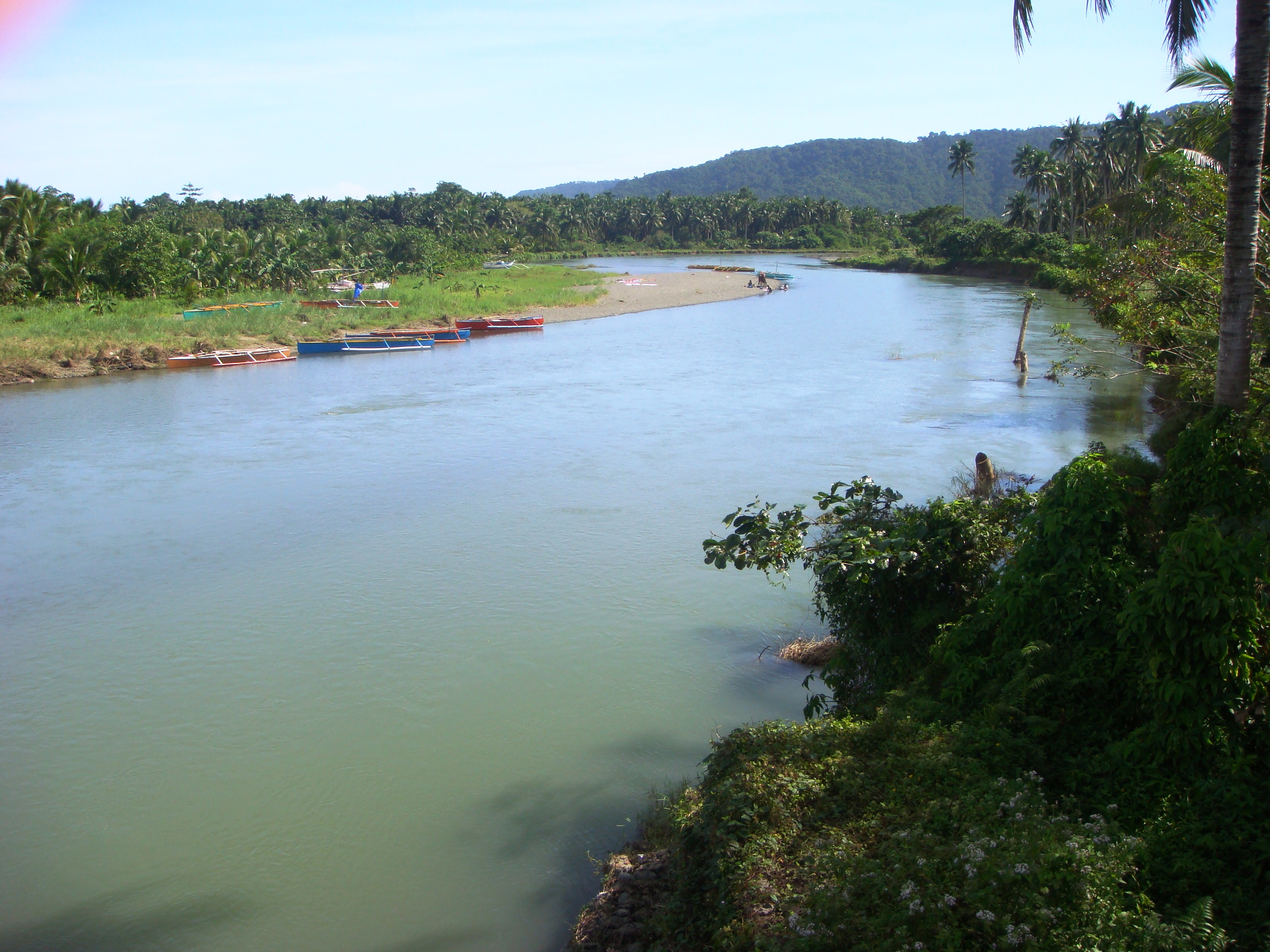
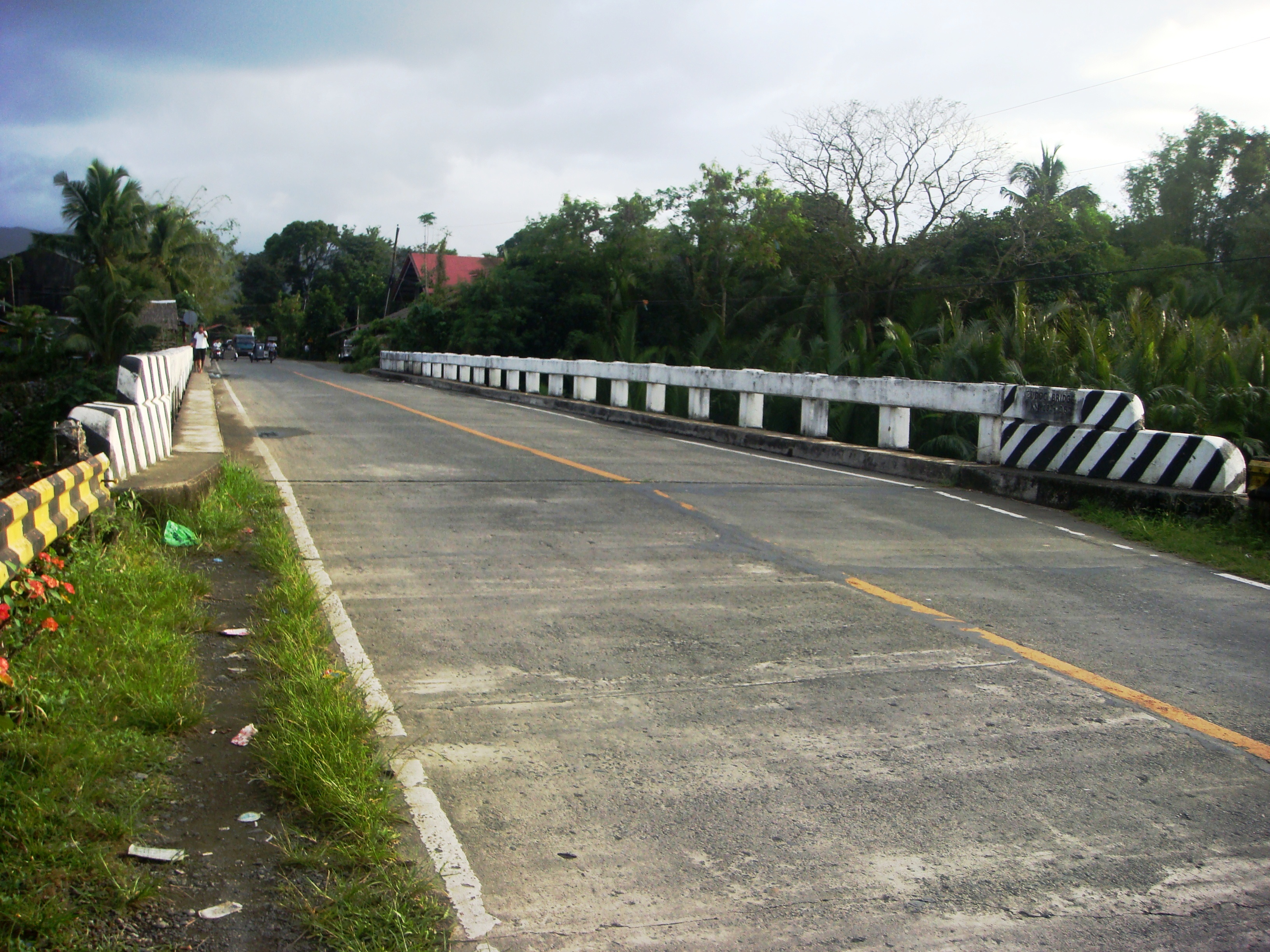
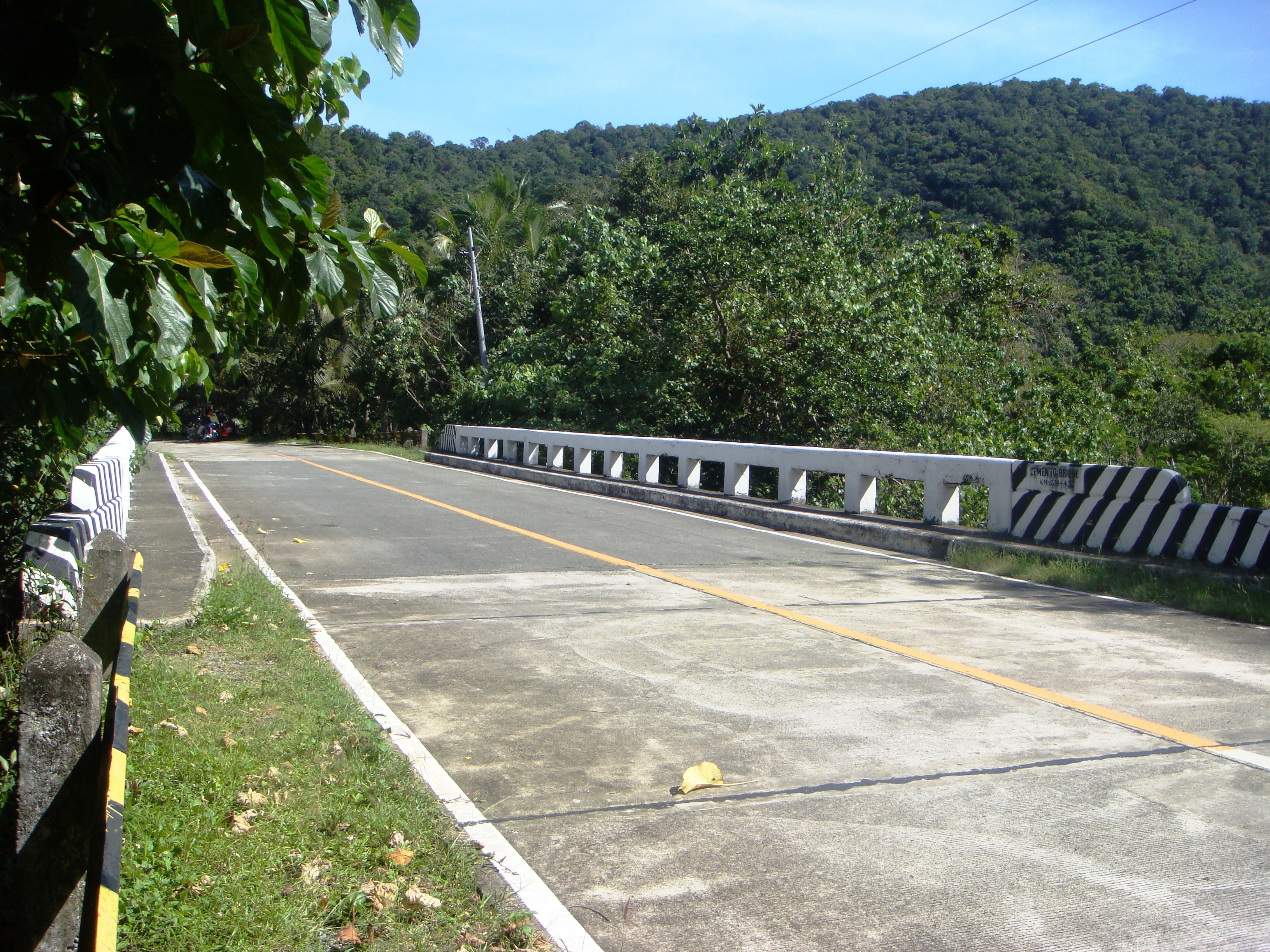
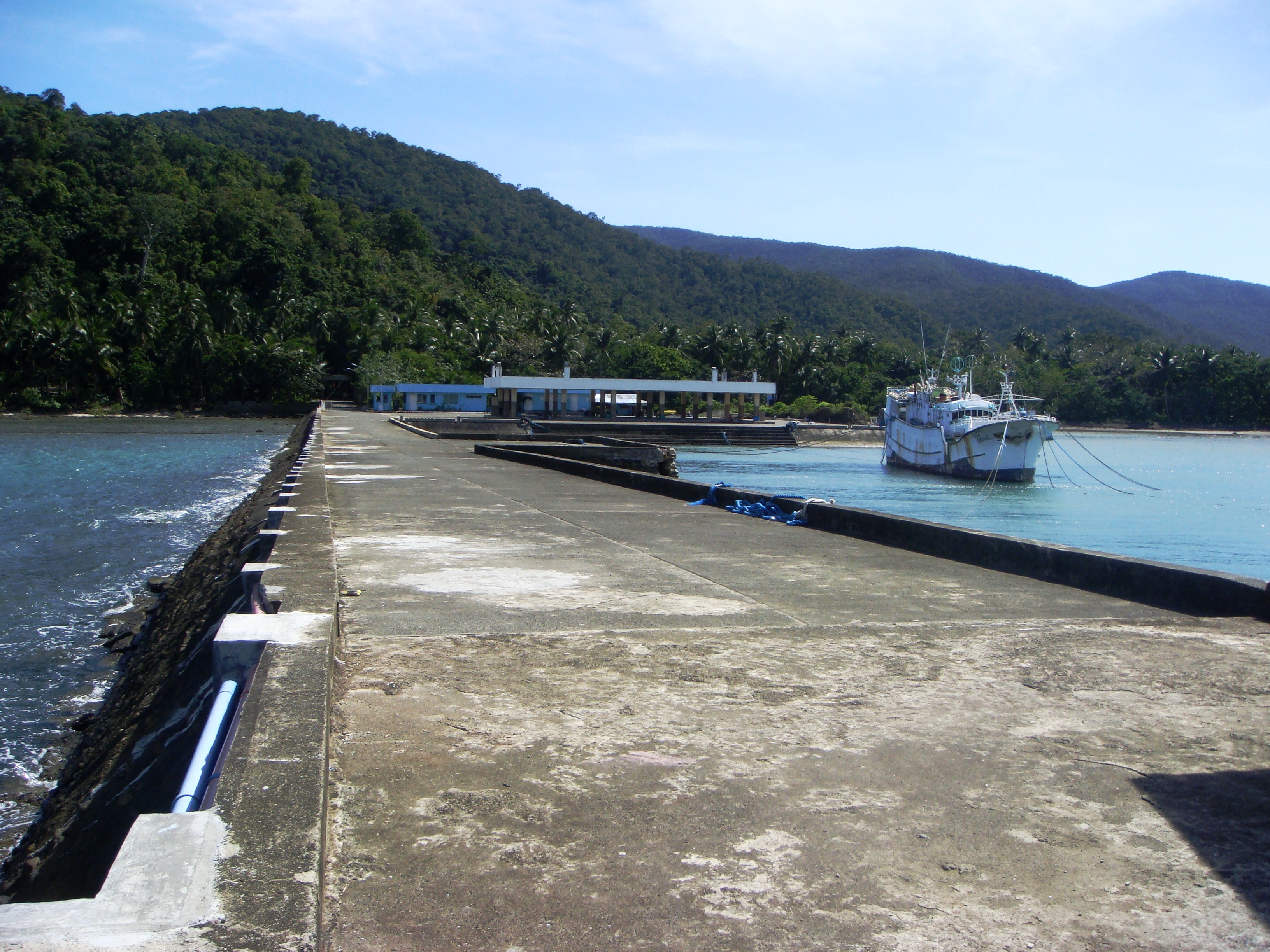
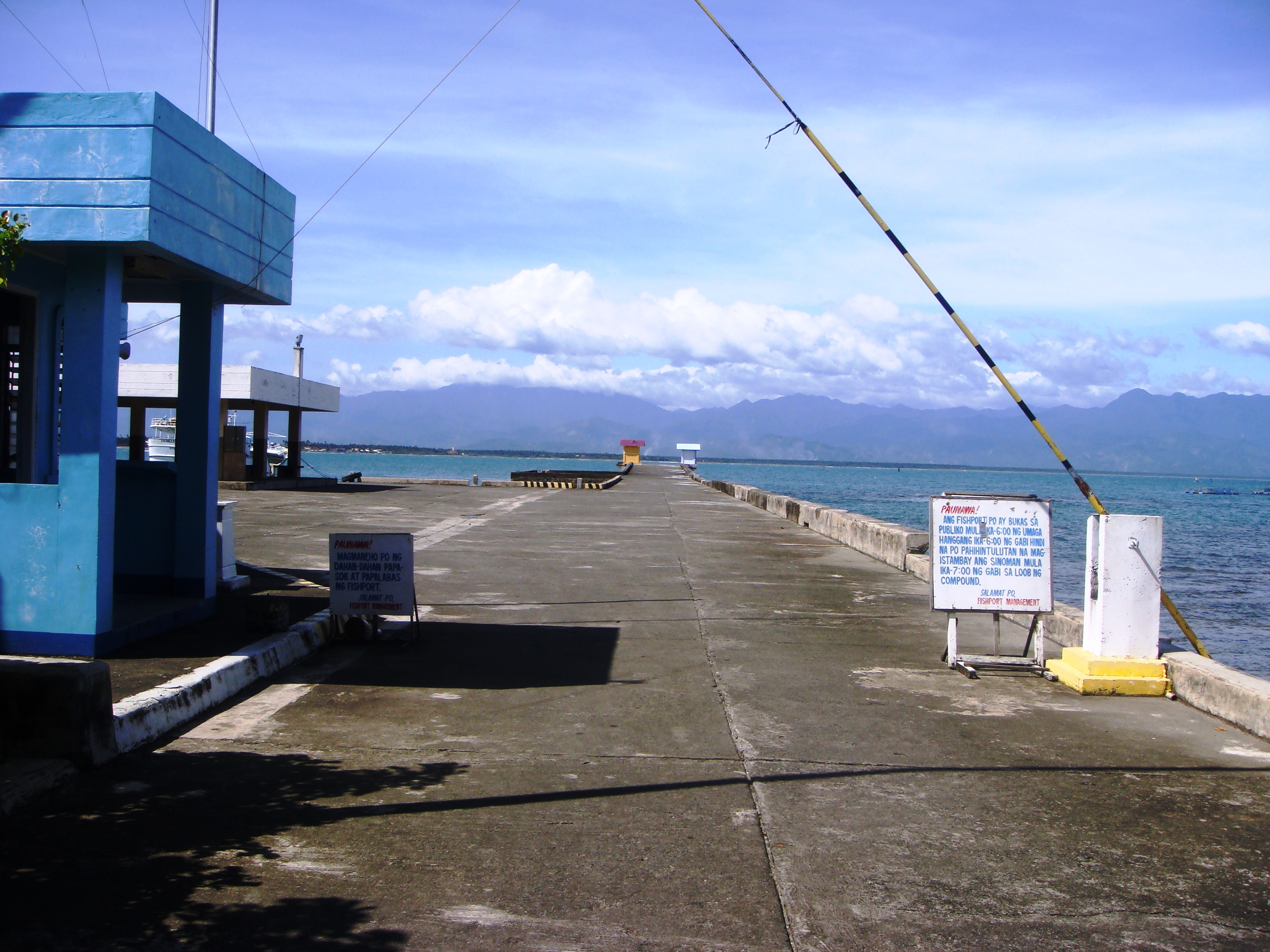
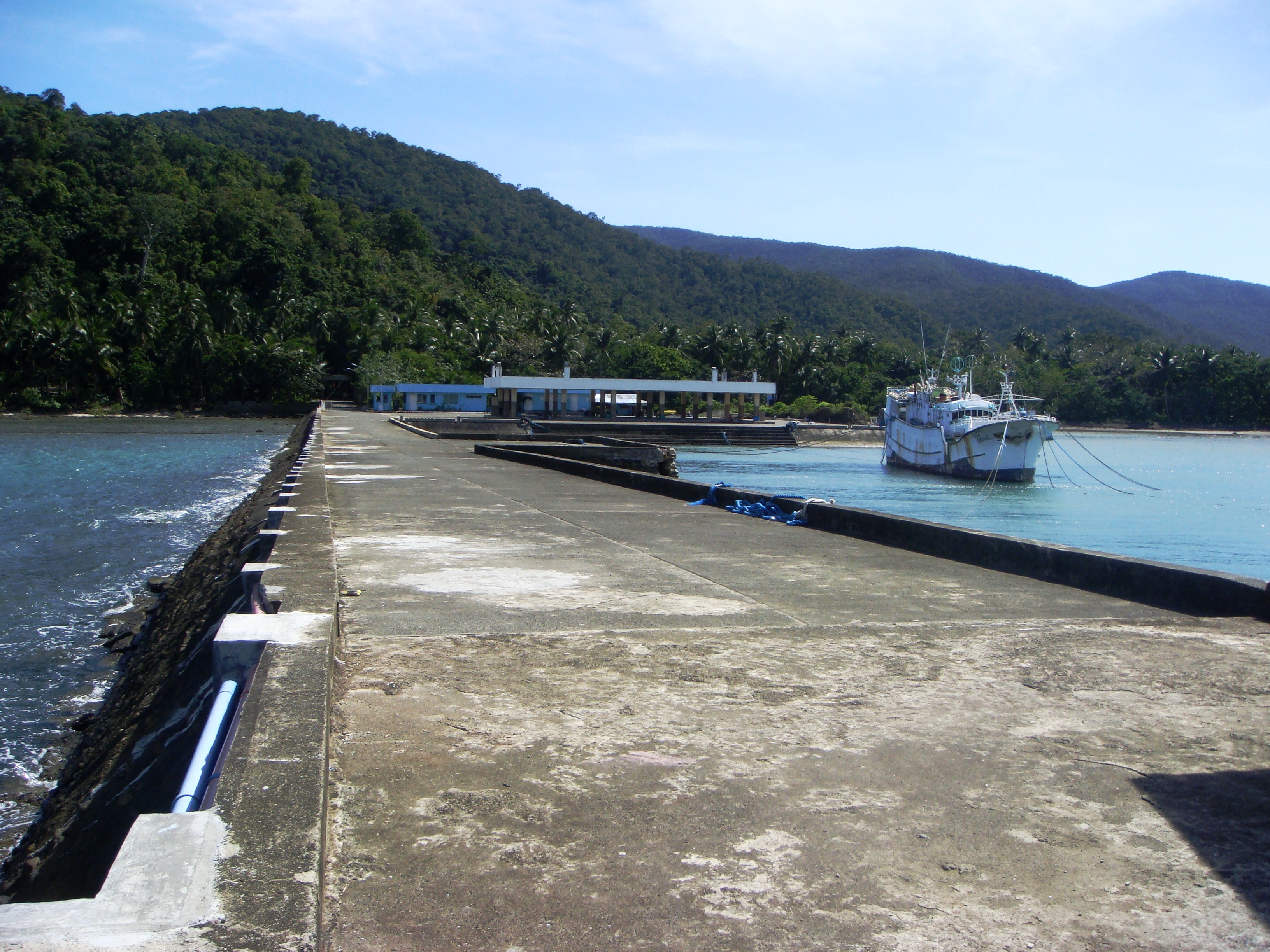
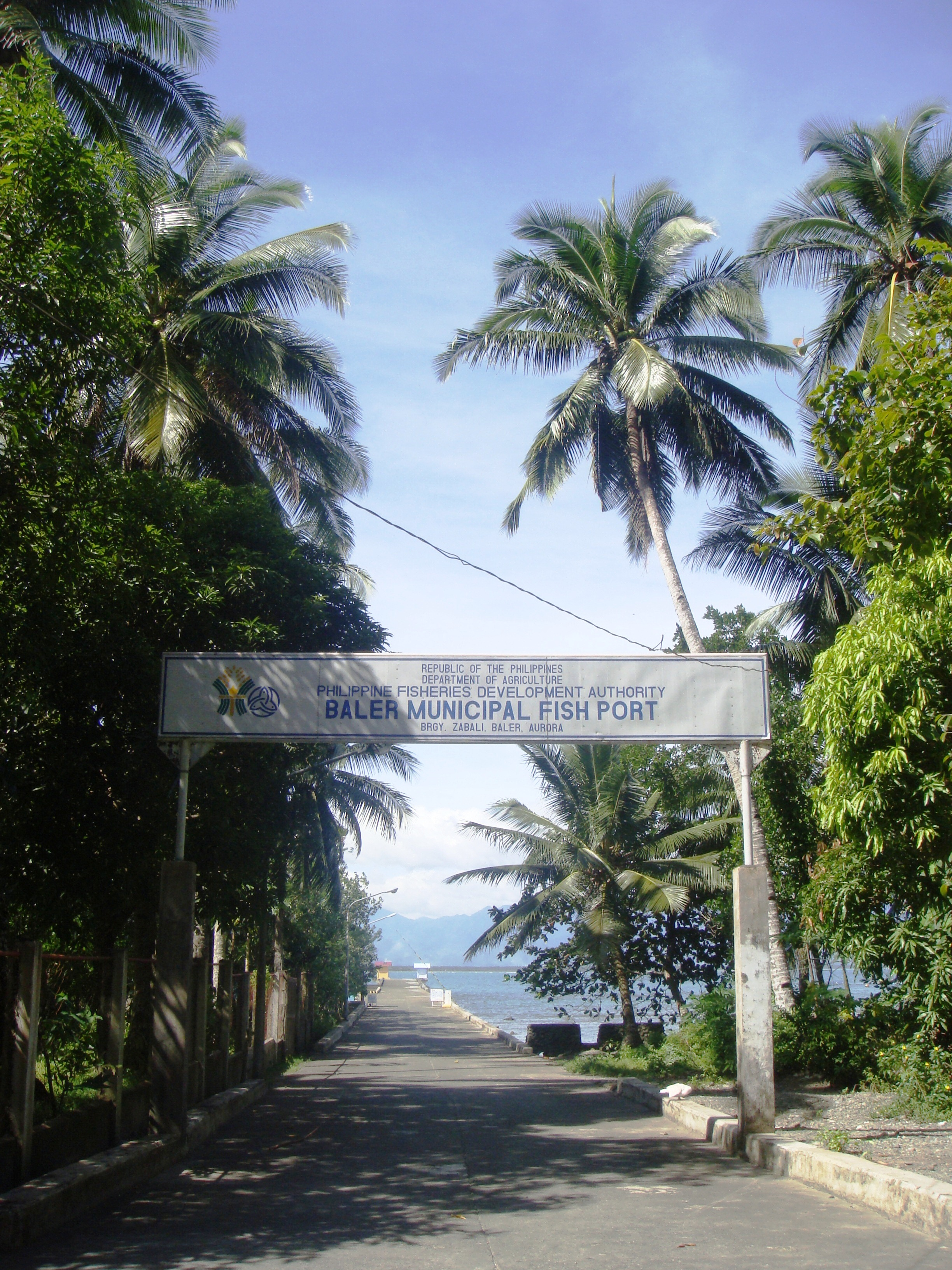
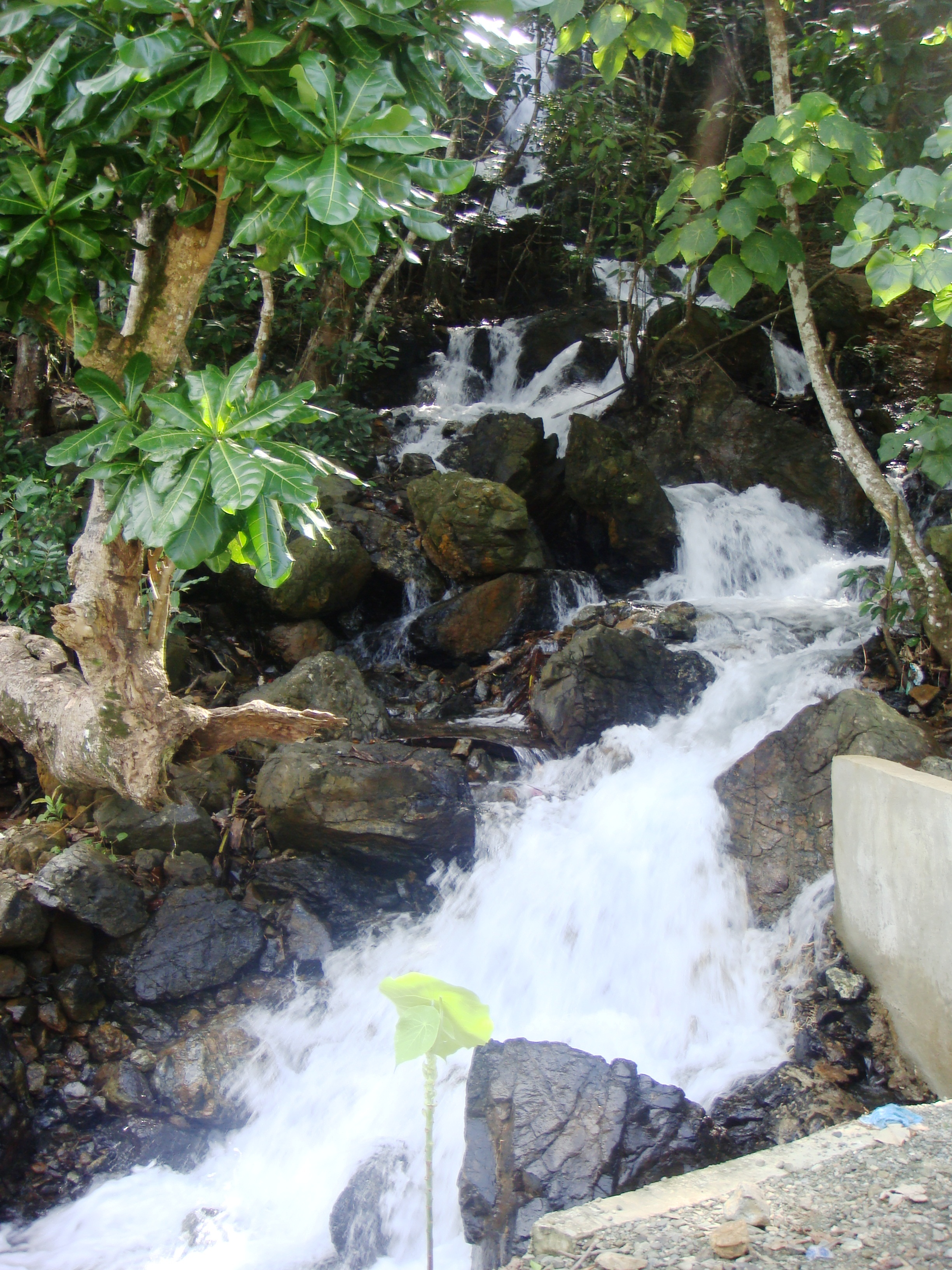
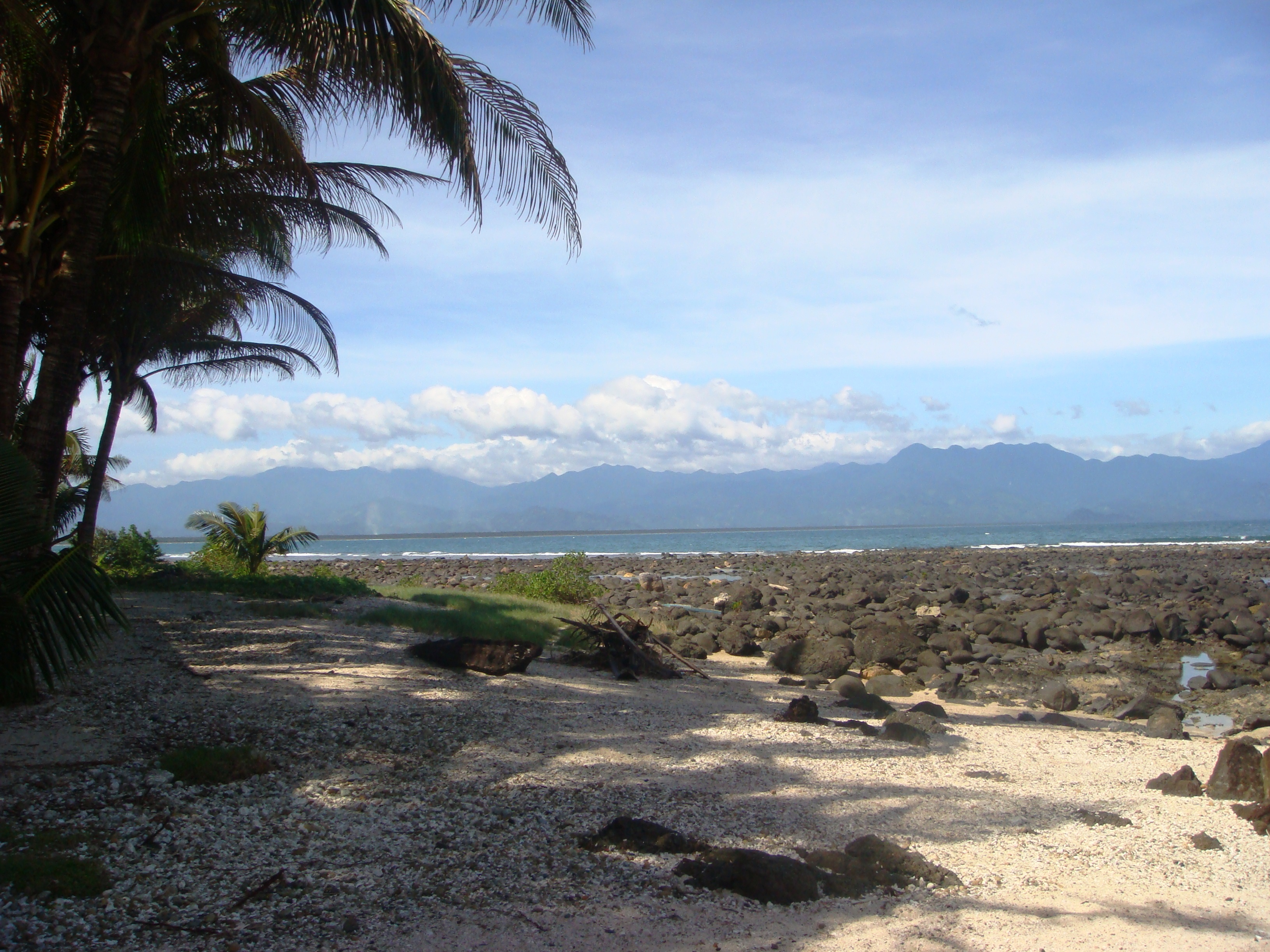
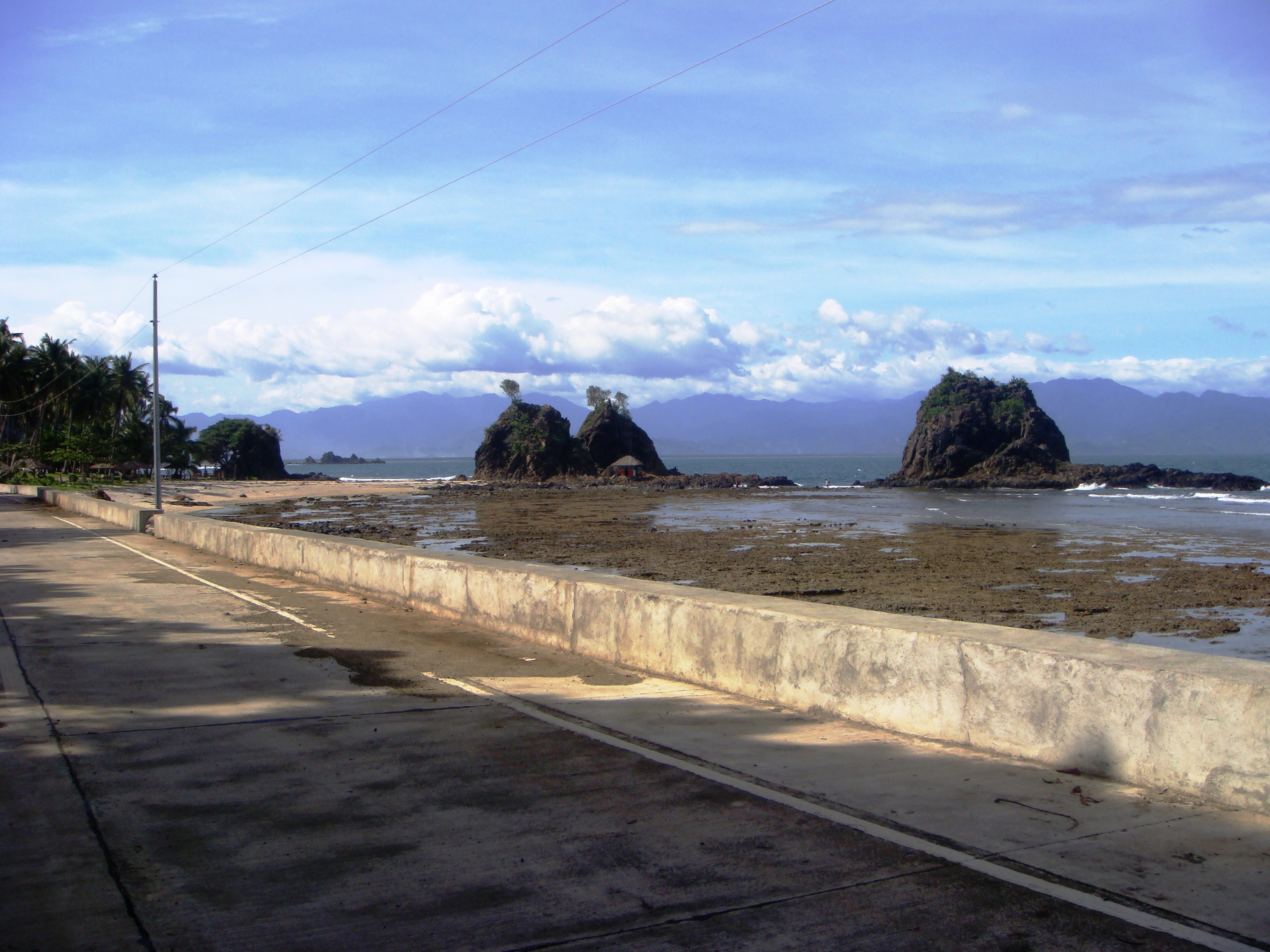